# Nagada-kultúra

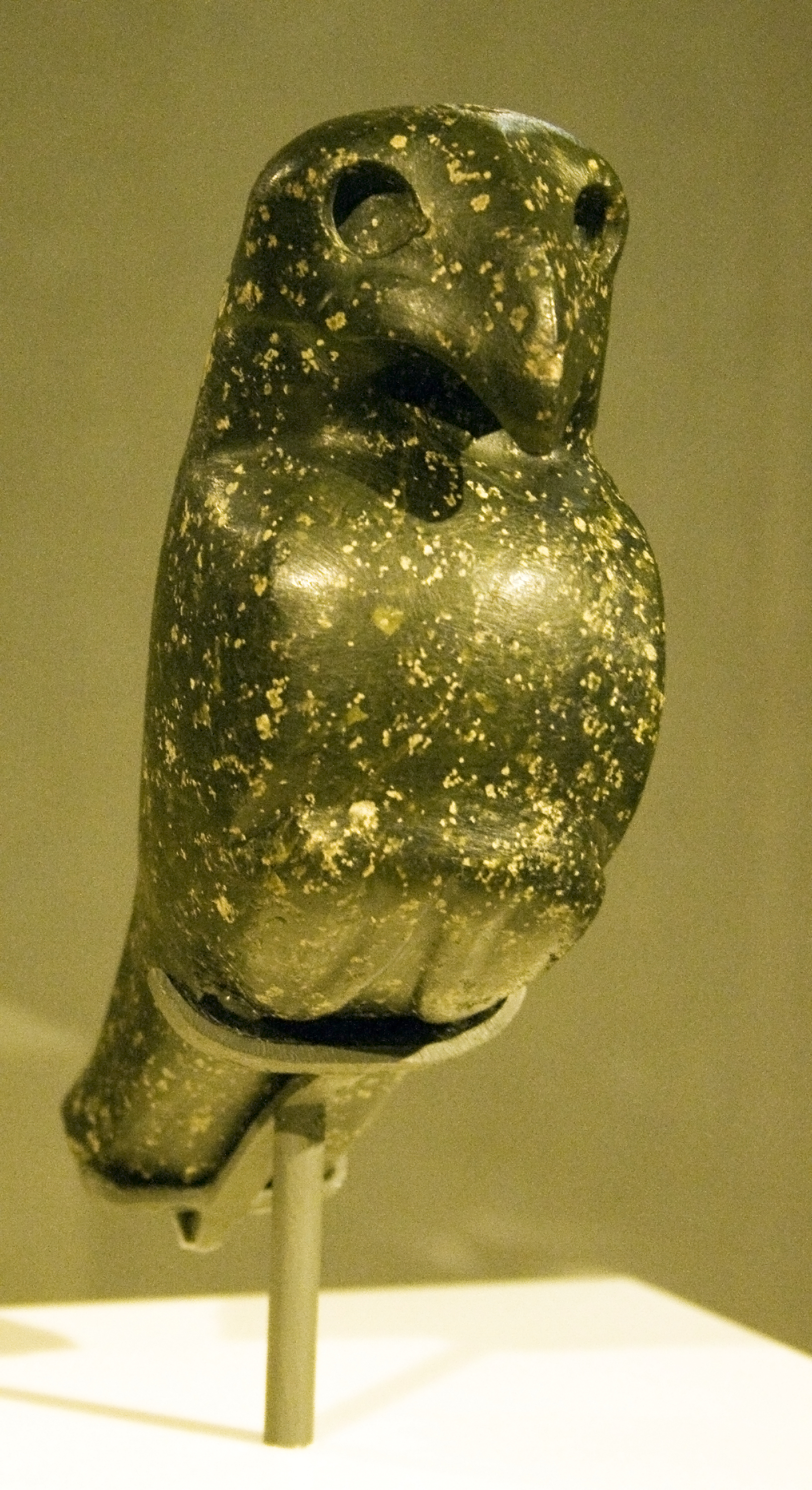
Gránit sólyomszobor a Nagada-kultúra utolsó szakaszából

A Nagada-kultúra a mai Nagada (arabul نقادة, a kiejtést helyesebben tükröző átiratban Nakáda) településről (ókori egyiptomi nevén Nubit), a típuslelőhelyről kapta a nevét. Felső-Egyiptom egyik régészeti tipológiája, amely kronológiailag a kőrézkori Badari-kultúra és a dinasztikus korszakok között helyezkedik el. A predinasztikus kor utolsó jelentős szakaszát képviseli. Három fő periódusra tagolódik: az i. e. 4. évezredre eső Nagada I és Nagada II, valamint az i. e. 31. század Nagada III kultúrája. A Nagada-kultúra rendkívül jelentős Egyiptom történelmében, mivel a régészeti anyag alapján egyértelmű, hogy mind kulturális, mind politikai értelemben meghatározó, és törésmentes átmenetet mutat a dinasztikus korokig. Az első jelentős, nem a nagadai kultúrkörből származó elemek a III. dinasztia kezdetén, vagyis az óbirodalom elején jelennek meg, a núbiai A csoporttal létező kapcsolataik jelentősége még vitatott kérdés.

## Tudománytörténete

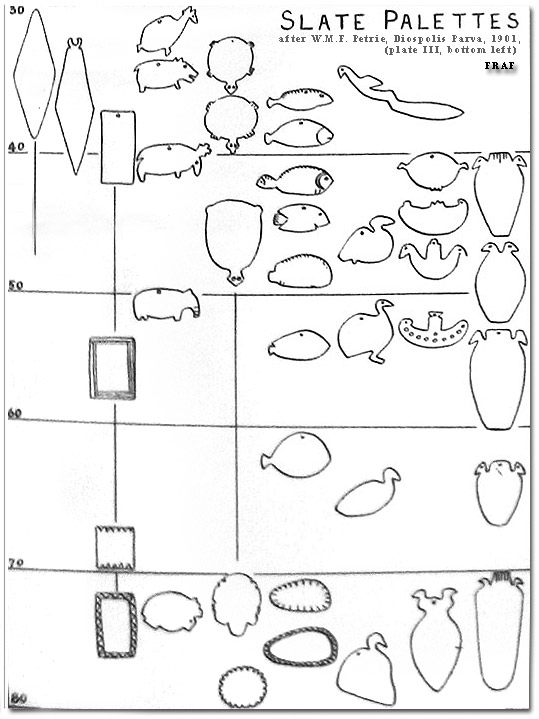
Flinders Petrie palettás sorrenddatálása

A Nagada-kultúra első kutatója Flinders Petrie volt. 1894-ben periodizálta a predinasztikus korszakot három temető alapján. A korok névadói:
el-amrai temető („amratien”)
el-girzai temető („gerzéen”)
esz-szemajnai temető („szemainen”)
A francia egyiptológia máig ezt a felosztást használja. Petrie ezzel a felosztással teremtette meg a „sorrenddatálás” módszerét, amit ma régészeti tipológiának nevezünk. Az 1892-es feltárás során kiásott, több mint 3000 sírból álló nagadai temetőt Petrie középbirodalmi idegen hódítók temetőjének gondolta, annyira idegenszerű volt. A későbbiekben Jacques de Morgan vetette fel először, hogy ezek a sírok egy prehisztorikus népességtől származnak. Petrie rendszere az 1960-as évekig változatlanul, Werner Kaiser finomhangolása óta módosított formában  van érvényben. A 19–20. század fordulóján George Andrew Reisner foglalkozott a predinasztikus Egyiptom temetőivel.
A Nagada-periodizációt Werner Kaiser vezette be, mivel az amratien és gerzéen periódusok egymástól és a kultúra kiinduló pontjától is távoli helyekről kapták nevüket. A Nagada kultúrák összefüggőek, egymásból származtathatóak, a nagadai térség rendelkezik a legtipikusabb leletanyaggal, és mindhárom periódus megtalálható nagyjából egy helyen. 1957-ben Kaiser már lehetőséget látott a Nagada alszakaszokon belüli periodizációra is. Mindhárom alszakaszt további három rétegre bontotta (a-, b- és c-betűkkel jelölve). Az általa felállított rendszer azóta is érvényben van.
A Petrie-féle korai datálás és a Nagada-periodizáció szintjei nem teljesen fedik egymást.

| Petrie-féle | dátum (i. e.)    | nagadai szakasz            | jellemző sír                               | tipikus tárgyak                                               | paletták                                             | uralkodók                                                           | dinasztiák |
| ----------- | ---------------- | -------------------------- | ------------------------------------------ | ------------------------------------------------------------- | ---------------------------------------------------- | ------------------------------------------------------------------- | ---------- |
| amratien    | (4400) 3900–3500 | Nagada I – Ia, Ib, Ic, IIa | Peker U-239                                | B, P és C típusú kerámiák                                     | az első romboid paletták, bekarcolt rajzok           |                                                                     |            |
| gerzéen     | 3600–3200        | Nagada IIb                 | Nagada 1411, T4                            | D típusú díszített kerámia; festett vászon (IIc?)             | romboid és vegyes paletták állatfejes díszítéssel    |                                                                     |            |
| gerzéen     | 3600–3200        | Nagada IIc, IId1, IId2     | Nehen 100, Peker U-q, U-547, U-503, U-127; | W típusú fodros kerámiák, Carnarvon-késnyél (Nagada IIc-IIIa) | állatfigurás paletták                                |                                                                     | 00         |
| szemainen   | 3300–3100        | Nagada IIIa1, IIIa2        | Nehen 6, 11; Peker U-j                     |                                                               | a Louvre és Oxford palettái, Vadászpaletta           | I. Skorpió, Bika, Hórnineith                                        | 00         |
| szemainen   | 3300–3100        | Nagada IIIb1               | Szejala 137.1; Kusztul L24. Nehen 6, 10    | A-horizont: a Gebel Sejk Szulejmán sziklarajzai               | Metropolitan-paletta, Líbiai paletta, Narmer-paletta | Kaneith, Két Sólyom, Hórni, Hórpenabu, Hórhat, Hórhedzsu; (Iri-Hór) | 0          |
| szemainen   | 3150–3000        | Nagada IIIb2, IIIc1        | Nehen 6, 1                                 | B-horizont                                                    | Metropolitan-paletta, Líbiai paletta, Narmer-paletta | Tarkhan: Szehendet, II. Skorpió Peker: (Iri-Hór), I. Ka, Narmer     | 0          |

## Általános jellemzői
A három szakasz legfontosabb megkülönböztető jegyei:
- A Nagada I (körülbelül i. e. 4400–3500) általános jellemzői: festett kerámia fekete tetővel és általában vörös alapszínnel, kereskedelem Núbiával, nyugati sivatag oázisainak benépesítése, valamint az etiópiai obszidián megjelenése;
- Nagada II (körülbelül i. e. 3500–3200), amely már egész Egyiptomban elterjedt. Megjelennek a fémmegmunkálás első nyomai, terjed a márgás agyag mint kerámia alapanyag;
- Nagada III (körülbelül i. e. 3200–3000), nagy mennyiségű halotti kelengyével ellátott sírok, hengeres üvegedények (tégelyek, vázák), az írás megjelenése.

Hosszú időn keresztül csak a Nagada-kultúra tipológiái álltak rendelkezésre Egyiptom korai időszakára nézve. A 20. század végén Edwin van den Brink összeállította Alsó-Egyiptom rétegrendjét is, amely már alkalmas a Nagada-szakaszok korrelálására is.
A Petrie-féle sorrenddatálás egy feltevésen alapult, amely lényegében helyesnek bizonyult. Megfigyelte, hogy a késői korsók fülei hullámosak, fogásra alig alkalmasak, csak díszítő szerepet játszanak. A fülek funkcionális változása követi a gömbkorsók hengeres alakváltozását, az előbbieknél még csak a megfogás és hordozás szerepét látják el a fülek, míg a késői hengeres korsóknál már tisztán díszítő jellegűek és hullámosak. A megfigyelés érvényét először a vörös-fekete anyagú, a barna színű és csiszolt felületű, majd világos színű kerámiák rendszerbe illeszkedése mutatta. A korsók alakja kevésbé tipikus, csak azt lehet állítani, hogy egyes helyeken gyakoribb a gömb alakú, mint a hengeres és viszont.
A tipológia ma még sok problémával küzd, leginkább azért, mert egyes lelőhelyeken – a folytonos keletkezés ellenére – hiányoznak bizonyos típusok, amelyek máshol egymásra rétegződve megtalálhatók. Ez utalhat arra, hogy a motívumok terjedése divathullámszerű, és nem minden változás terjedt el, ugyanakkor annak jele is lehet, hogy egyes ipari centrumokból nagyobb kereskedelmi expedíciók „terítették” az árut, és néhány szakasz kimaradt ebből. Ugyanilyen eredményt hozhat a szakaszos kivándorlás is, amikor egyes telepeshullámok viszik magukkal saját aktuális stílusukat, és meghonosítják az új telep környezetében is.

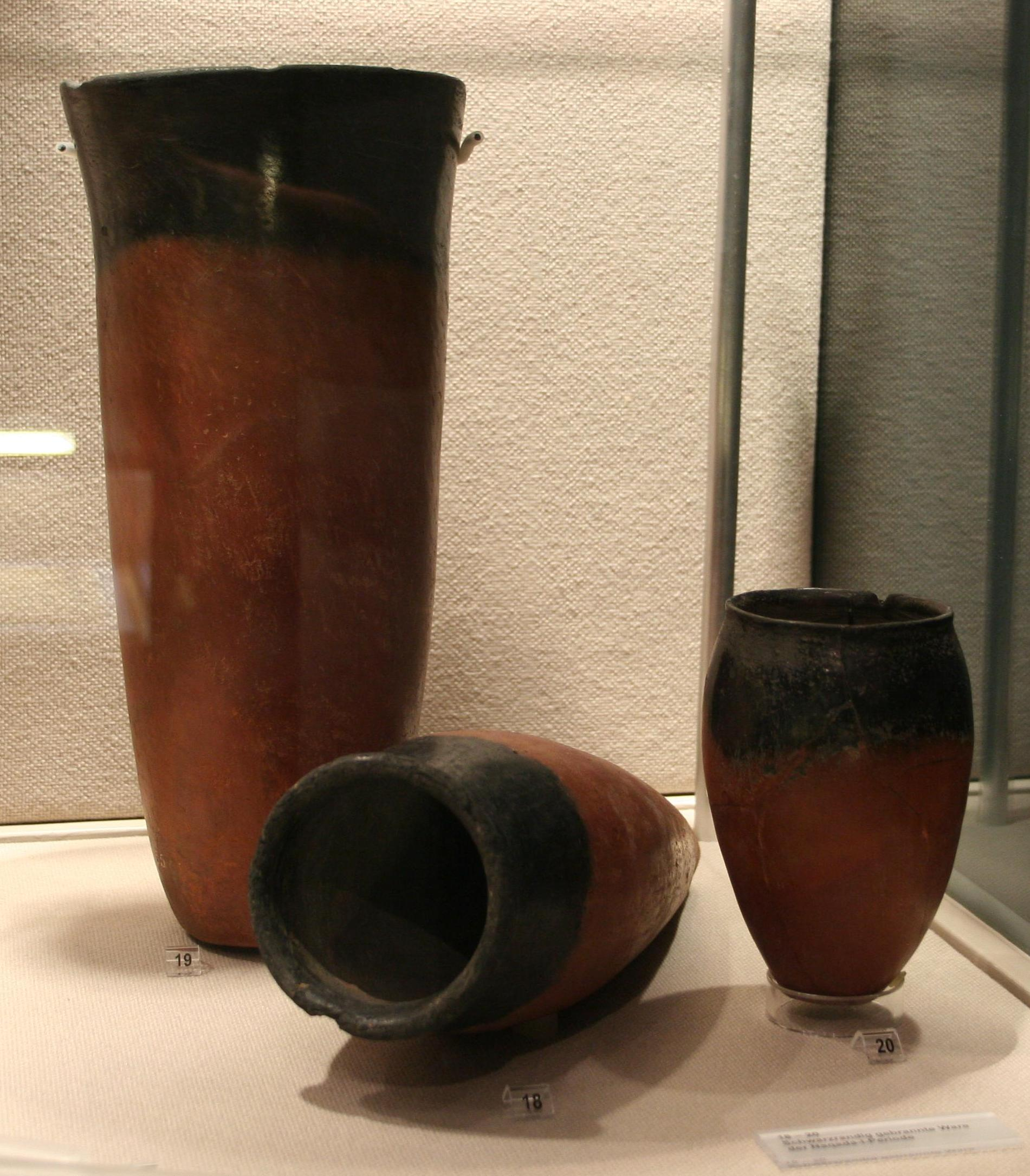
Fekete peremű vörös kerámia, a legkorábbi Nagada-termék
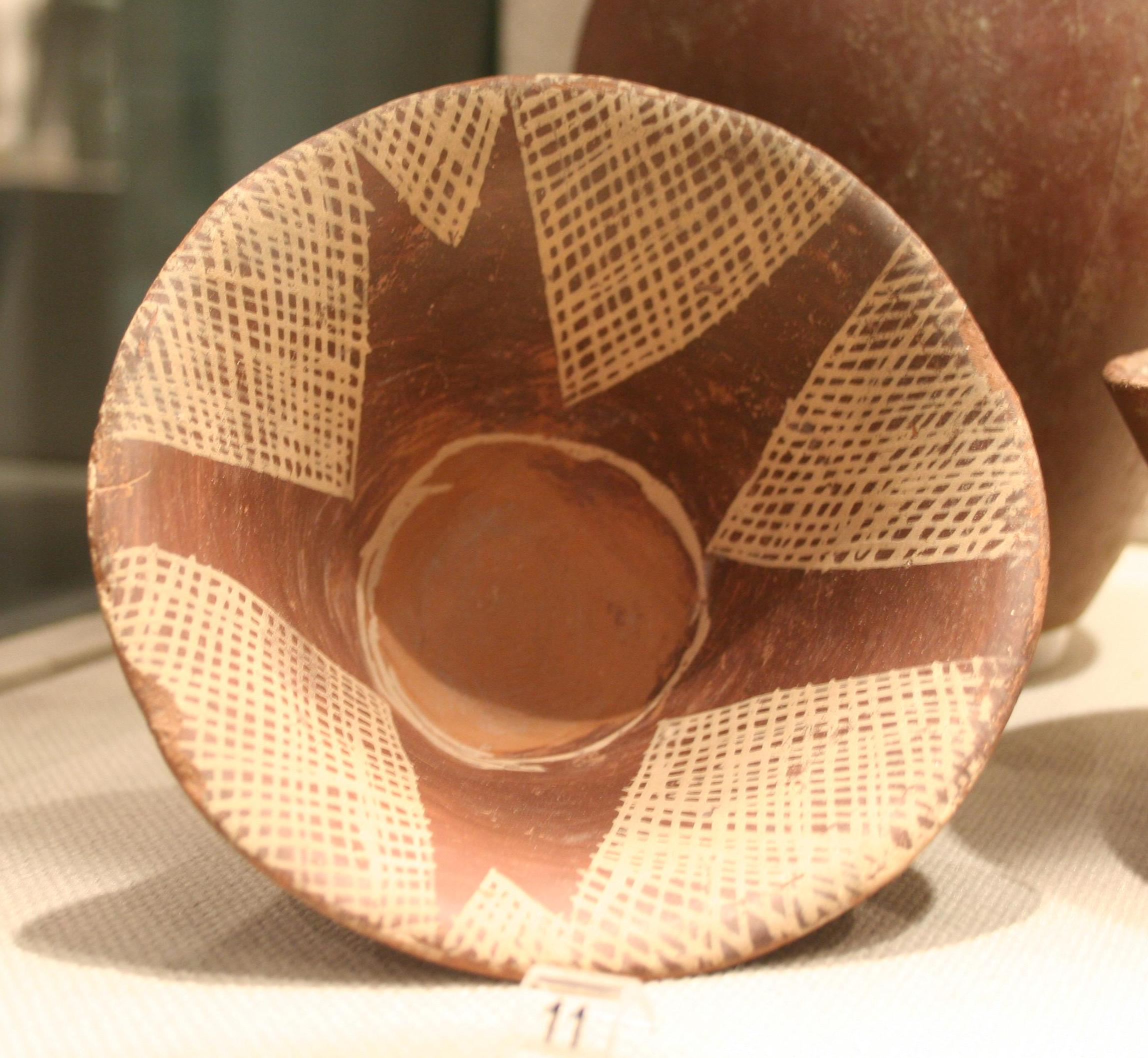
Vörös anyagú, csiszolt felszínű, világos festéssel díszített tál, a következő fokozat
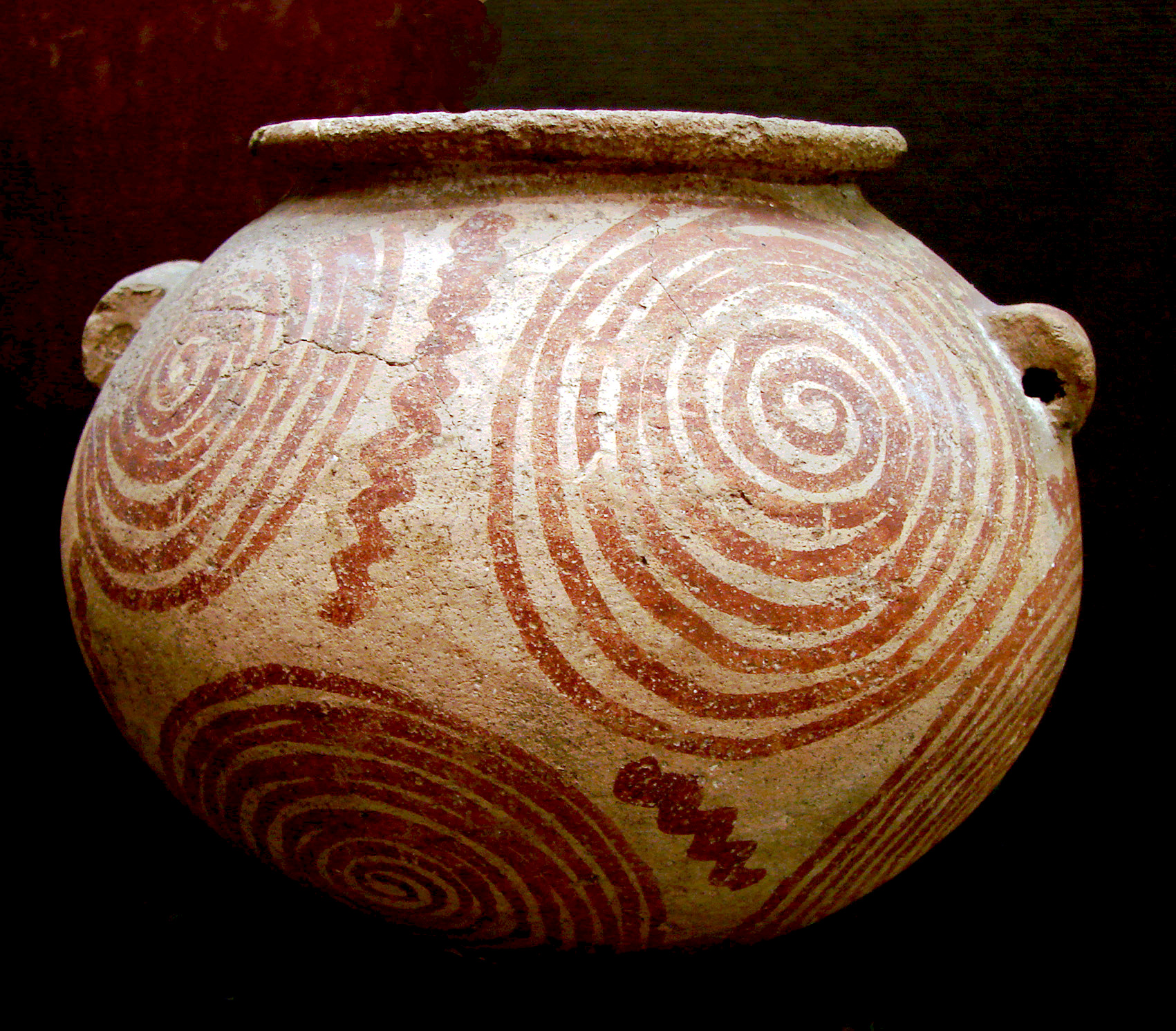
Gömb alakú edény világosbarna alapanyaggal és nonfiguratív, sötét festéssel
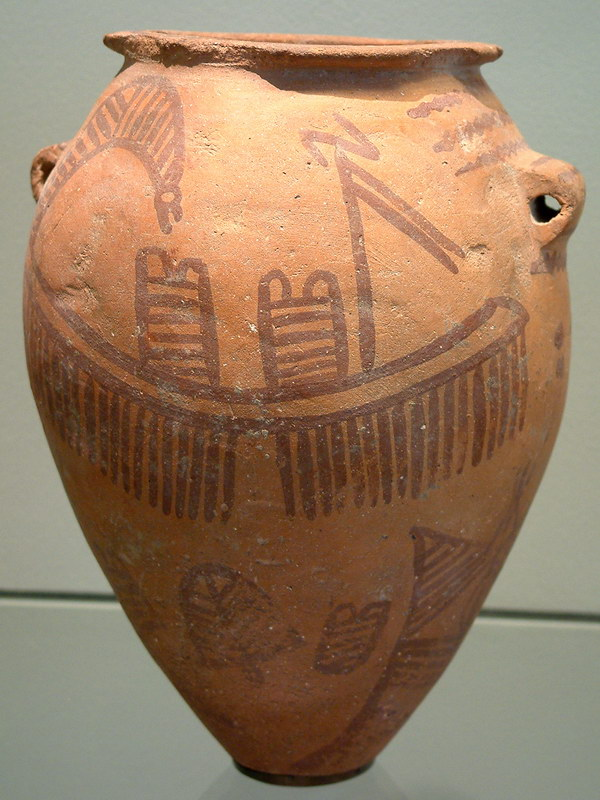
Világosbarna anyagú, sötét festésű korsó, már alig megfogható füllel
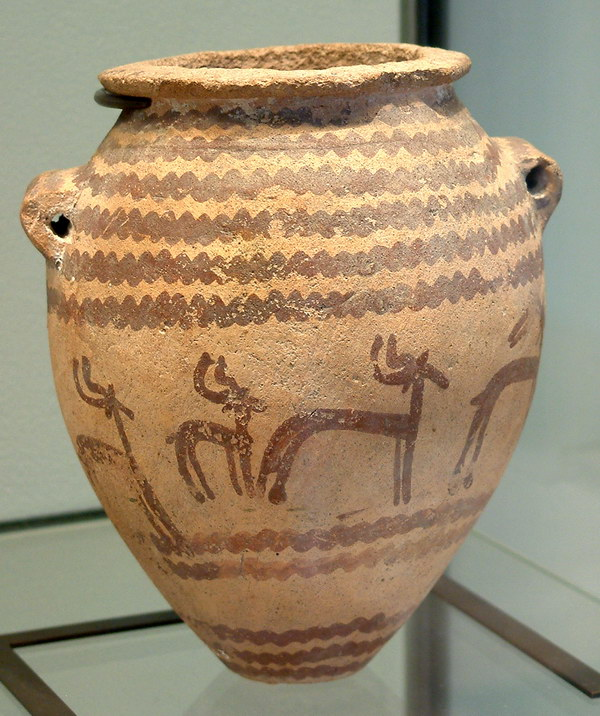
Halvány anyagú, sötét festékkel és figurális ábrázolással díszített korsó
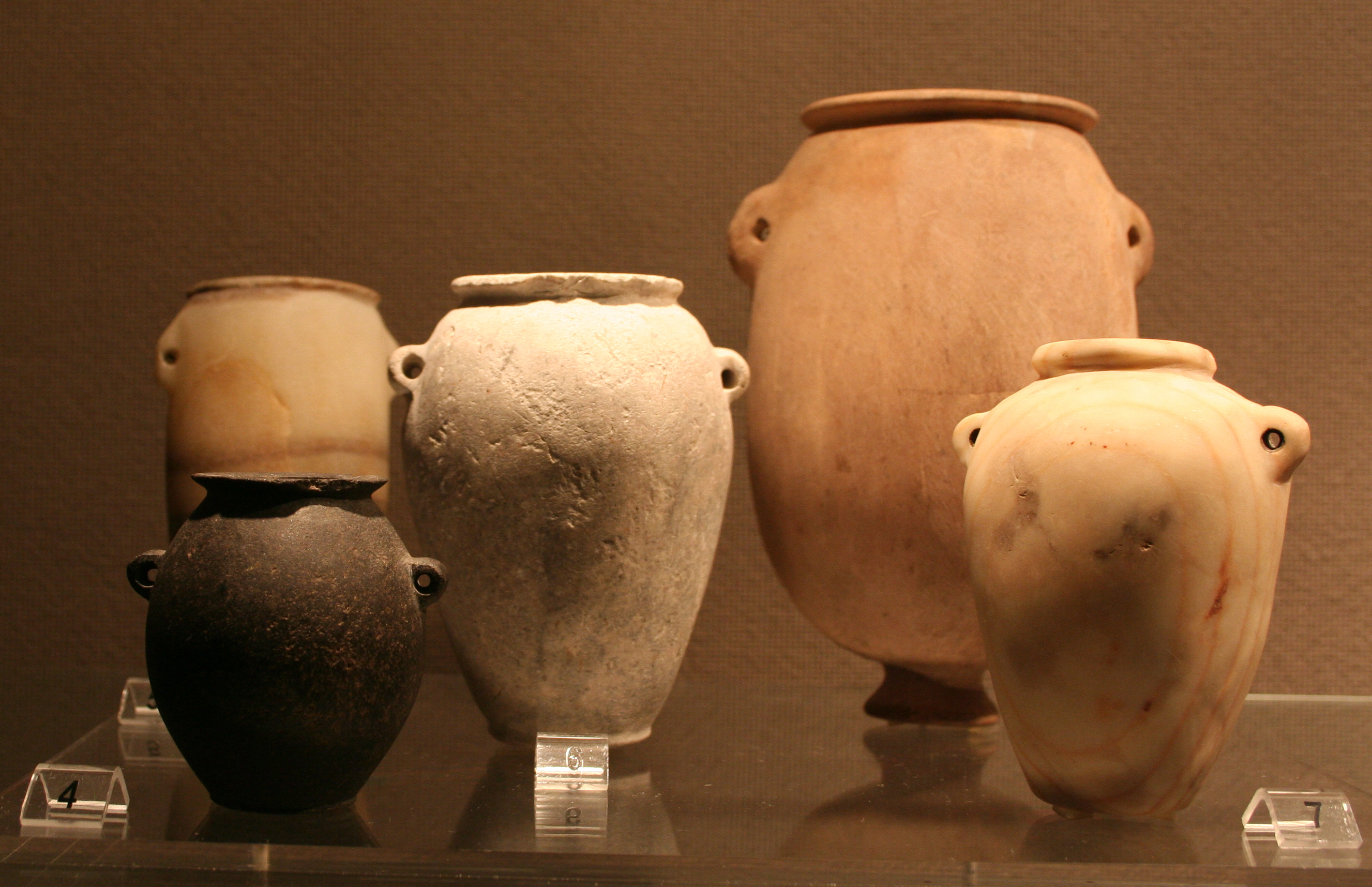
Világos anyagú, festetlen korsók használhatatlan füllel
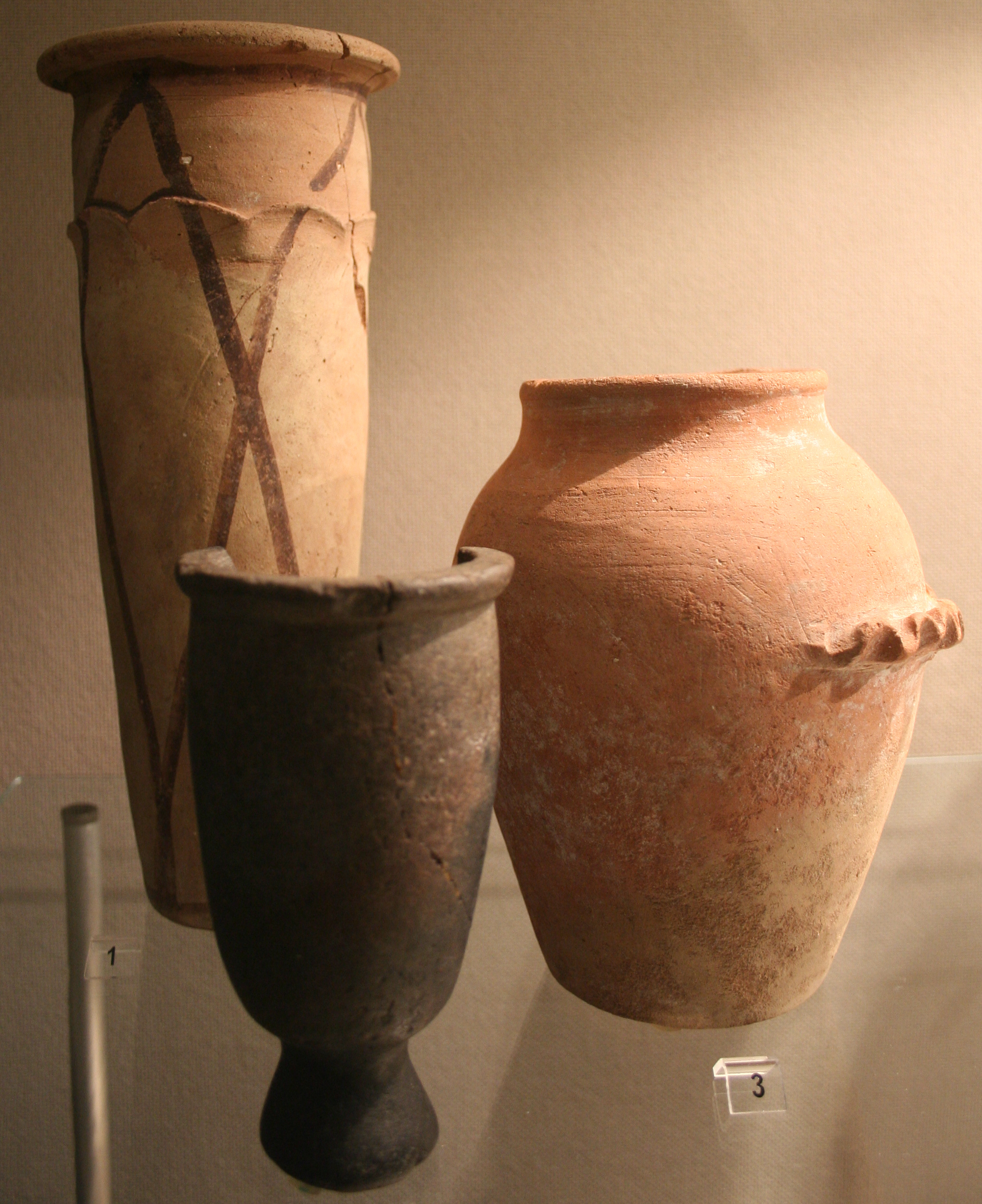
A jobb oldali korsó a hullámos, díszítő füllel készült

## Nagada I
A Nagada I a Nagada-kultúra első szakasza, körülbelül i. e. 4400-tól i. e. 3500-ig terjedő időszak összefoglaló neve. Három – a, b és c betűkkel jelölt – periódusra tagolódik. Körülbelül megegyezik a Flinders Petrie által bevezetett „amratien” vagy „amrai” régészeti tipológiával, bár annál valamivel hamarabb ér véget. El-Amra mintegy 120 kilométerre délre fekszik Badaritól, és kevésbé jellegzetes, mint a nagadai lelőhely, ezért terjedt el Petrie rendszere helyett a nagadai periodizáció.

### Elterjedése
E kultúrréteg még helyi jelentőségű – bár már terjedő tendenciát mutat –, de Felső-Egyiptomra jellemző. Első szakaszai egyidősek a Badari-kultúrával (i. e. 4000-ig, bár előfordul, hogy ezzel a dátummal kezdik a Nagada I periódust). A Badari kultúra és a Nagada I között nincs választóvonal, az átmenet folytonos és csaknem észrevehetetlen. A változást az idegen eredetű tárgyak megjelenése jelzi, ami a kereskedelem beindulása felé mutat. Az időbeli átfedést az is megerősíti, hogy Badari térségében a Nagada I kezdeti periódusa szegényes, ugyanakkor a Badari kultúra még Nehen területén is kimutatható. Jelentős emlékek maradtak fenn a Thébától északra és nyugatra fekvő sivatagban, valamint Abdzsu környékén. Kis méretű, helyi jellegű, falusi kultúra, melyben társadalmi rétegződésnek csak csekély nyomai lelhetők fel.

### Jellegzetességei
Agyagedényei könnyen felismerhetők, eleinte sötétvörös, vörösbarna, barna, fekete színűek, később szürkésfehérek vagy sárgák. E színeket a felhasznált alapanyagok eredményezik. A sivatagi márgás agyag világos (sárgától a szürkéig), míg a nílusi agyag sötét (vöröstől a feketéig) színű égetett kerámiát eredményeznek. A fekete tetejű edényeket a teljes periódusban folyamatosan gyártották. A vörös alapú, fekete tetejű kerámiát egyszerűen „nagadai edényeknek” nevezik, a Nagada I-et éppen ezek alapján különítették el a Nagada II-től. Az edény testének és tetejének színkülönbségét valószínűleg az égetési eljárás okozta, az edényt szabad tűzön égették ki, miközben nyakig hamuba temették. Az edények általában gömbölyű korsók és kerek tálak.
A korszak második felében a fekete tetejű edények gyártása hanyatlott, mintegy divathullámként kezdett terjedni a fehér, párhuzamos vonalakkal, majd egymást keresztező fehér vonalakkal díszített, csiszolt felületű edénytípus. Ezeket eleinte feketére fényezték, majd vörösre, végül a korszak végére egyre jobban terjedt a márgás agyag használata, az edények világosabbak, az egyszínű festés egyre jellemzőbb lett. Fehérre vagy krémszínűre mázolták. A sötét alapon világos festés technikájával már figurális ábrázolások is megjelennek. A rajzok a folyók és szavannák élővilágát ábrázolják általában, legtöbbször gerinces állatokat, de már a skorpió is feltűnik. Használati tárgyak, eszközök rajzai ritkábbak, bár néha már megjelenik a hajó, ami a Nagada II jellegzetes motívuma lesz. Az emberábrázolás még erősen stilizált, a fej kerek, a test egy háromszög, amihez pálcikalábak csatlakoznak. A tematika általában a vadászat vagy a háború körül mozog.
E korból származnak az első romboid, ovális és állat alakú paletták is, a későbbi palettaművészet első ismert darabjai. Ismert víziló, hal és kos formájú paletta is, a tematika tehát a lehető legváltozatosabb élőlénykört öleli fel. A paletták tematikája az ekkor megjelenő amulettekhez hasonló. Valószínűleg már ekkor hittek a mágikus erővel felruházott képmások, apró szobrok védelmező erejében.
Használati tárgyaik általában neolit jellegű, csiszolt kőeszközök. Különlegességük, hogy a felület csiszolását a végső retusálás előtt végezték el. Terjed a réz használata, de kizárólag hidegen kovácsolt, kalapált eszközök tűnnek fel. Ez a rézmegmunkálás rideg és lágy rezet eredményez, ezért csak kis igénybevételnek kitett apró tárgyakat és ékszereket készítettek belőle. A villás, rézből készített lándzsahegyek a kőeszközöket utánozzák.

### Kereskedelem és ipar
A korban már kereskedelem folyt Alsó-Egyiptommal. Amrai típusú kőváza előkerült el-Amrától északra, valamint a badari kultúrában terjedni kezdő réz is ezt bizonyítja, mivel ehhez csak Alsó-Egyiptomon keresztül, a Sínai-félszigetről juthattak hozzá. A núbiai rézlelőhelyek kiaknázásáról e korban még nincs adat, csak az aranybányákról. A bányászott arany mennyisége nagyon kicsiny. A kereskedelemre vonatkozóan már régóta elterjedt nézet volt, hogy e korban akár Mezopotámiával is kapcsolatban álltak, azonban ma már olyan – egyértelműen mezopotámiai stílusú – leletek ismertek, hogy a kapcsolat bizonyítottnak tekinthető.
A déli irányú kereskedelemre Núbia – a mai Észak-Szudán – területéről származó obszidián a bizonyíték.
E korból az első ismert ipari tevékenység a kovakő bányászata és feldolgozása. Nagy mennyiségű és jó minőségű kőanyag kellett a rengeteg szépen, gondosan kidolgozott kőszerszám előállítására. A kovakő csak a Nílus-völgyet szegélyező sivatagi környezetből származhatott, így annak kibányászása, a folyóhoz szállítása szervezett munkát igényelt. Éppígy szakosodott munkát igényelt a feldolgozása is, a szerszámok előállítása.

### Építkezés
Szintén e korban kezdődött az agyagtéglás épületek építése is, amelyek a Nagada II időszakban széleskörűen elterjedtek. A házak leletei meglehetősen ritkák. El-Hamarija falu mellett kilenc építményt tártak fel. Ezek kerek sárkunyhók, alig 1–2 méter átmérővel. Padlójuk döngölt föld, falai 0,3 méter vastag sárfalak. A tetőszerkezetről semmit sem tudunk. A későbbi neheni házak kissé nagyobbak, négyszögletűek, félig a földbe vájva és agyagtéglával kibélelve, csakúgy mint a korabeli sírok. A Nagada I periódusból egyéb lakáscélú épület egyelőre nem ismert.

### Temetkezés
A leletek legnagyobb része a temetőkből származik, amelyek már a településen kívül helyezkedtek el. A sírmellékletek egyre gazdagabbak, maguk a sírok azonban csak a homokba vájt sekély gödrök. Minden holttestet bal oldalára fektetve, zsugorított helyzetben, fejjel dél felé temettek el, így arca kelet felé nézett. Egyes esetekben a halottcsonkítás jelei is felfedezhetők, sőt némelykor a fejet máshol temették el. Koporsót eleinte nem használtak, de a testet beburkolták. Még ebben a korszakban megjelentek a fa- és agyagkoporsók is. A koporsókkal feltűnik az úgynevezett „edénytemetkezés” is, amikor a koporsót – és vele a halottat – függőleges helyzetben temették el. Rengeteg közöttük a természetes múmia. Az állatkultuszok kialakulására mutat, hogy a temetők mellett gyakoriak az állattemetők. A neheni temetőben jelentős változásként a szögletes veremsírok is kialakultak, amelyek már előre mutatnak a Nagada II és Nagada III abüdoszi sírkerülete felé, az Umm el-Kaáb királysírjai felé.
A Nagada I közvetlen és töretlen birodalmi átalakulását jelzi, hogy a korszak végére a neheni temetőben megjelennek a halotti maszkok. Agyagból készítették őket, egyszerű ovális és domború tárgyak két szemlyukkal, kiemelkedő orral, és szájnyílással. Néha még a fület is jelezték. Ezek Egyiptom egész további történelme során nélkülözhetetlen temetkezési kellékek maradtak, legismertebb közülük Tutanhamon aranymaszkja. A halotti maszk szokása fennmaradt a görög korban is, és maguk a görögök is átvették már a mükénéi korban. Az első ismert halotti maszk még a Merimde-kultúrához tartozik. A neheni gazdagok temetőjéből négy példány ismert.
Hasonló a temetkezési szobrocskák helyzete is. E korban még ritkák, és általában egy darabot helyeztek el a sírban, a kettő már nagyon ritka, bár egy sírból tizenhat darabos kollekció is előkerült. A korszak második felében megjelennek a háromszögletű szakállú figurák. Ezek a mellékletek végül usébti formájában szintén fennmaradtak a teljes egyiptomi történelem folyamán.
Talán hatalmi jelképként értékelhetők a buzogányfejek. Ezek először lapos, korong alakúak. Kemény mészkőből, kalcitból és porfiros szövetű magmás kőzetekből készültek. Ezeket lassan felváltottak a körte és gömb alakú buzogányok. A társadalmi tagozódásra kevés jel mutat, kivéve Nehent, ahol a gazdagok és szegények már ebben a korszakban is külön temetőt használtak.

### Politikai viszonyok és társadalom
A korszak végének legnagyobb települése Nehen volt, amely négy kilométer hosszan nyúlt el a Nílus partján, és már i. e. 3600 körül nyilvánvalóan egy állam fővárosa volt. Az írásbeliség hiánya miatt az államszervezetről vagy az állam bármilyen más jellemzőjéről semmit sem tudunk. Valószínűleg ekkor kezdett kialakulni az a hármas hatalmi centrum, amely a későbbiekben Felső-Egyiptom, majd egész Egyiptom egyesítését végrehajtotta. A három politikai központ Nehen (Hierakónpolisz), Abdzsu (Abüdosz) és Nubit (Nagada). A nagadai temető a Nagada I korában még helyi jelentőségű, a temetkezések száma nem éri el a neheni temetőét. A korszak végén azonban ugrásszerű fejlődésnek indult és a Nagada II-ben regionális temetővé válik, miközben Nehen hanyatlásnak indult.
Már ebben a korban látható a második társadalmi munkamegosztás, a kézművesek és a földművelők szétválása. Ezt a folyamatot a már jelen lévő élelmiszerfelesleg teszi lehetővé, amikor a közvetlen termelésben részt nem vevő kézművesek ellátása megoldhatóvá válik. A Nagada I kézművestermékeinek minősége már mesterembereket feltételez. Az élelem még nem kizárólag termelt, hanem vadászattal és halászattal kiegészülő.
A temetkezésekben fegyvernek minősíthető tárgy kevés került elő, ebből sokan arra következtetnek, hogy békés korszak volt, háborúk nélkül. Nem tudjuk azonban, hogy a buzogányok mellett esetlegesen alkalmazható fegyvertípusok mennyiben képezhettek volna sírmellékletet. Elképzelhető, hogy értékük, szimbólumjellegük vagy alkalmazási jellegük miatt nem kerülhettek a sírba. Az íjat és a dárdát már ismerték, nem elképzelhetetlen a hosszabbított pengéjű réztőr sem. Ugyanakkor a gyakran előkerülő buzogányfejek sem jelentenek bizonyítékot fegyverek létezésére, mivel a fejbe fúrt nyéllyuk a legtöbb esetben olyan vékony, hogy erős nyelet nem lehetett volna beleilleszteni, márpedig ez egy buzogánynál elengedhetetlen. Ezért a buzogányok is inkább státuszszimbólumként, rituális tárgyként, vagy egyszerű hatalmi jelképként kerülhettek a sírba. Viszont lehettek kifejezetten a temetkezés céljára készített „gyengített” fegyverek is. Ezt megerősíti az a körülmény is, hogy a temetkezési kerámiák is különböznek a településeken feltárt, valódi használatban lévő kerámiáktól.

### Nagada I galéria

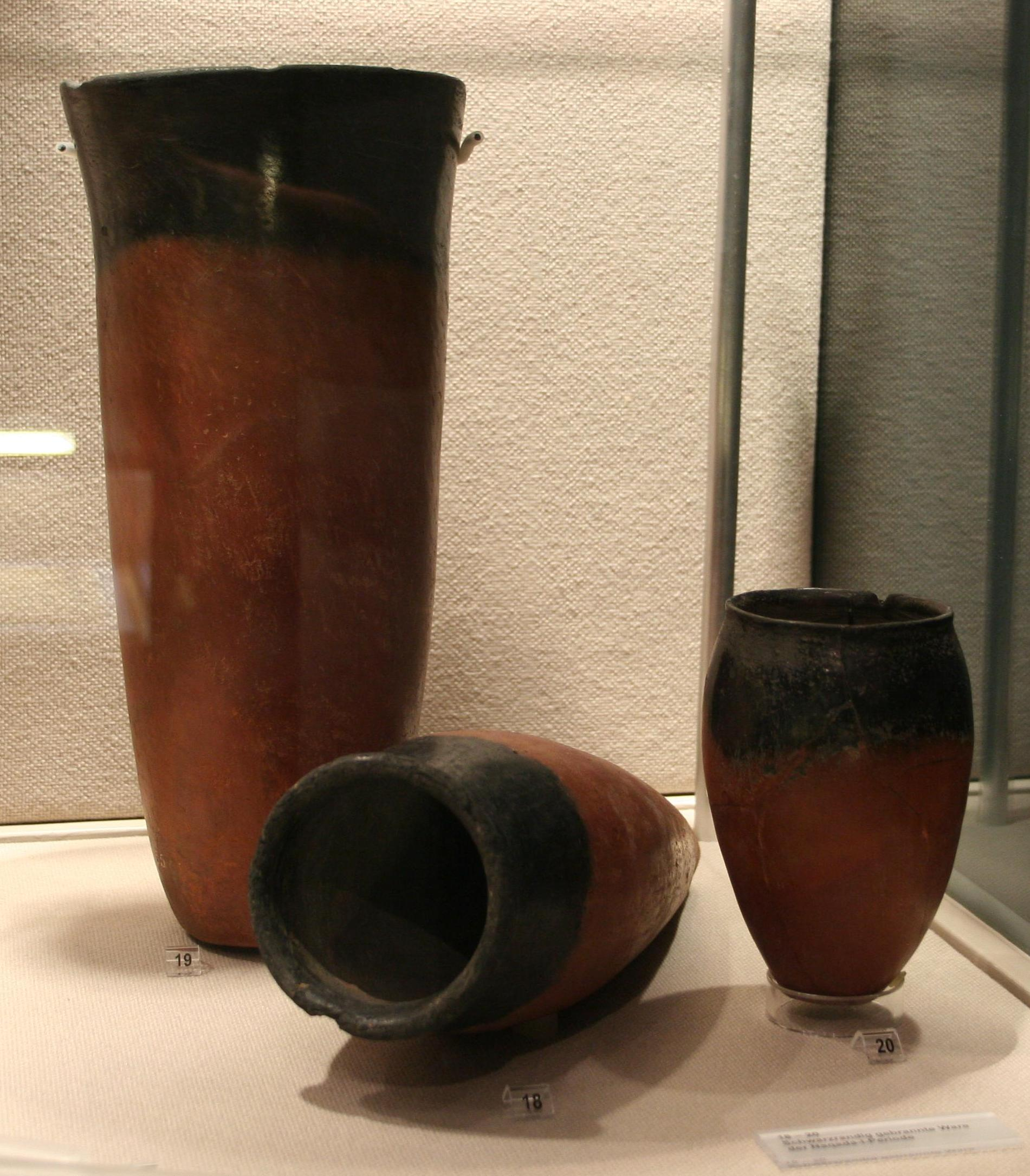
A jellegzetes fekete tetejű vörös kerámia
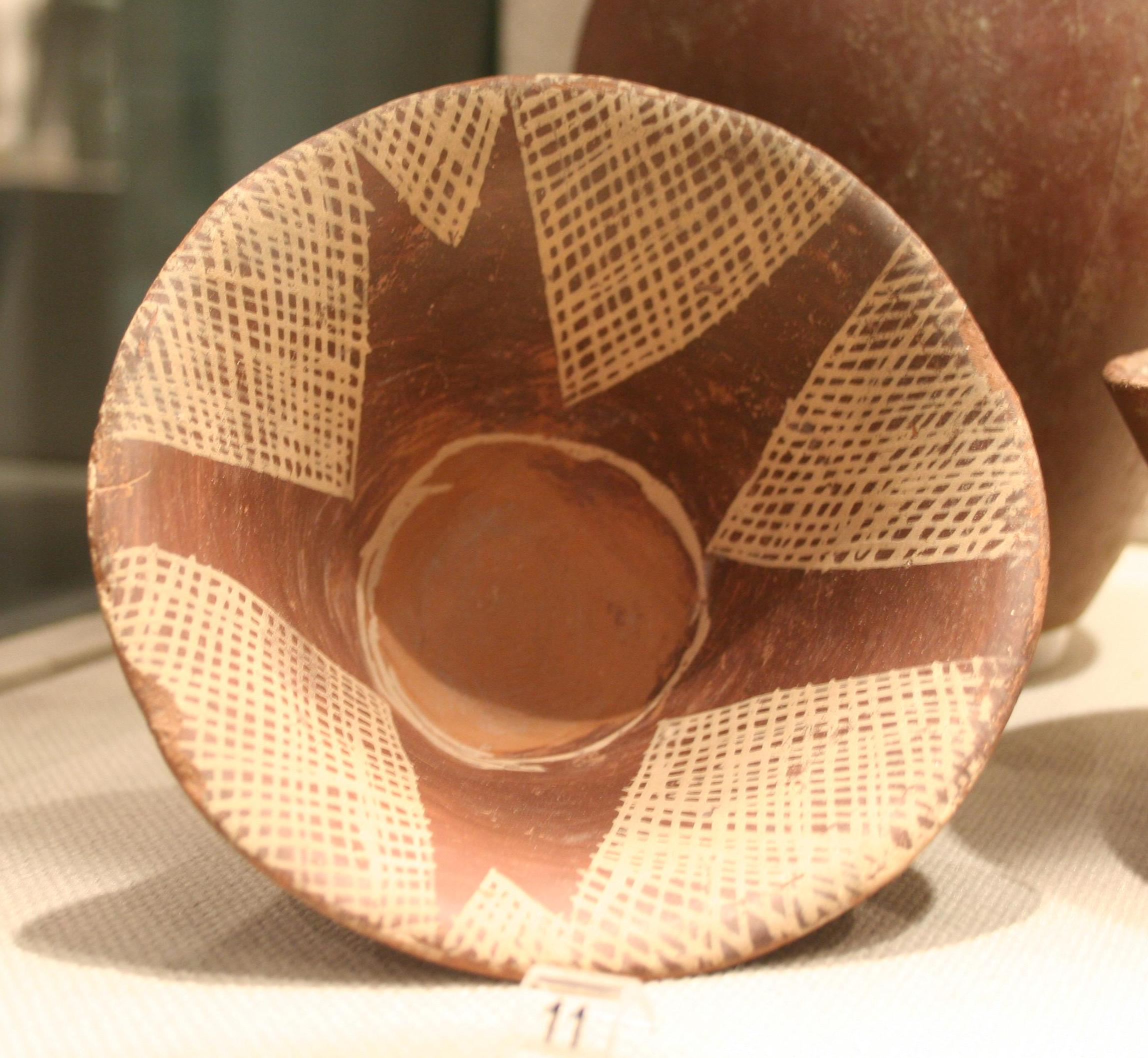
Keresztező fehér vonalas díszítésű barna agyagedény
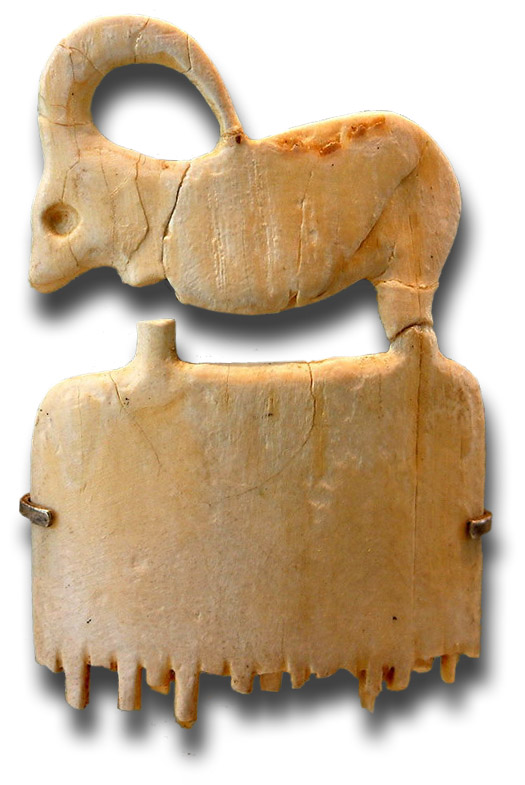
Víziló agyarából faragott kecskefigura
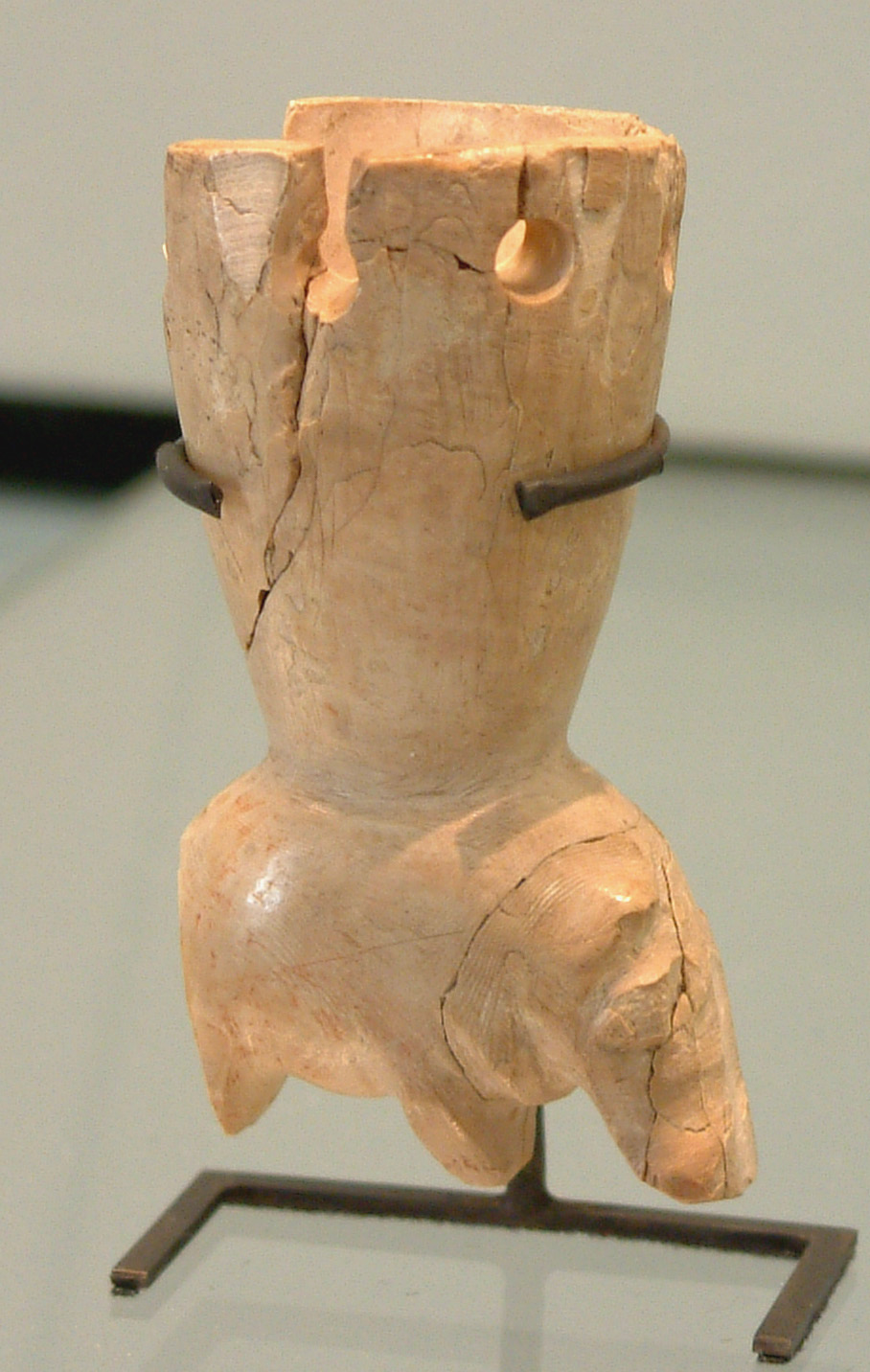
Vízilóagyarból faragott tárgy
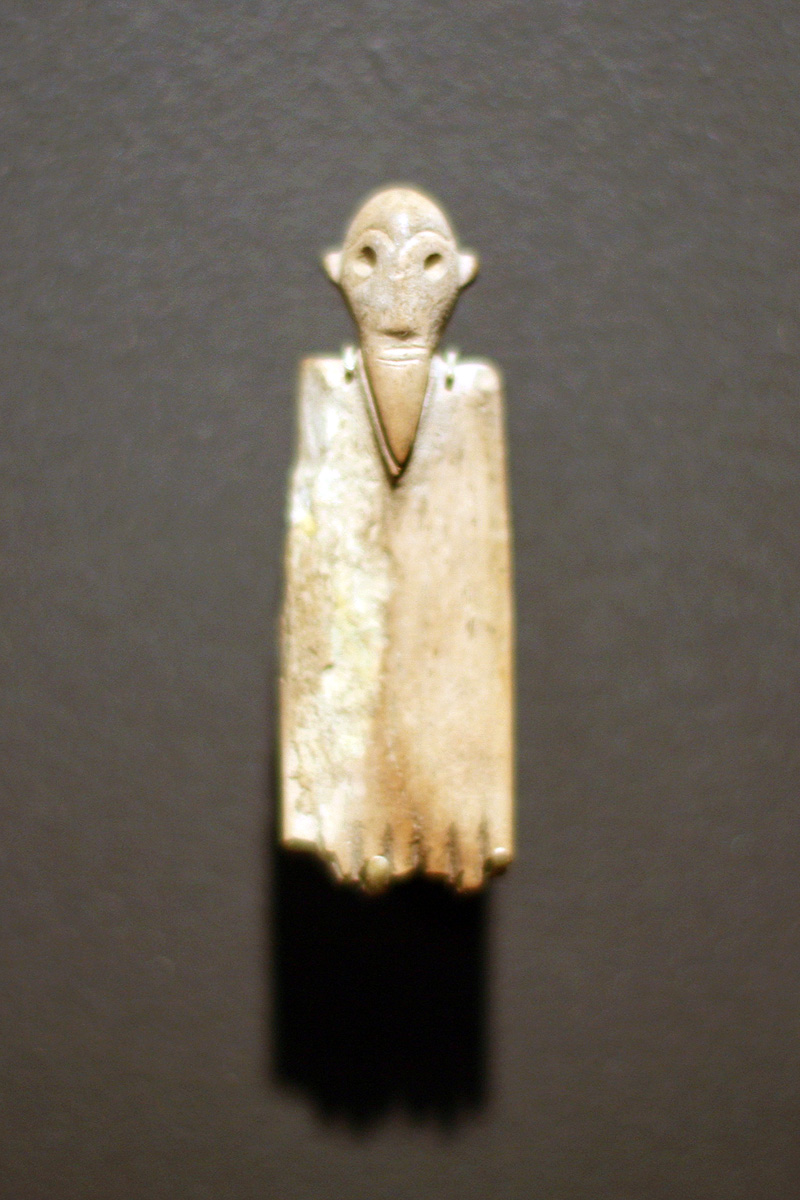
Vízilóagyarból faragott szobor
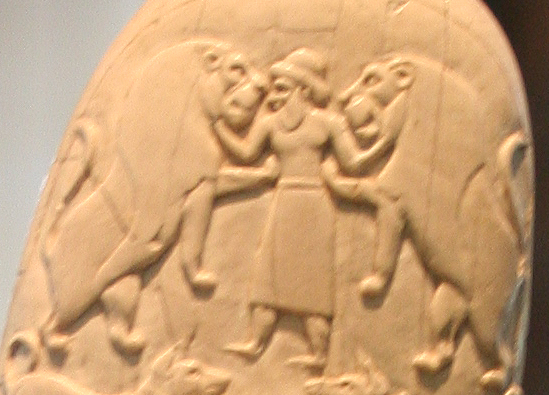
Gebel el-Arak-i kés sumer motívummal
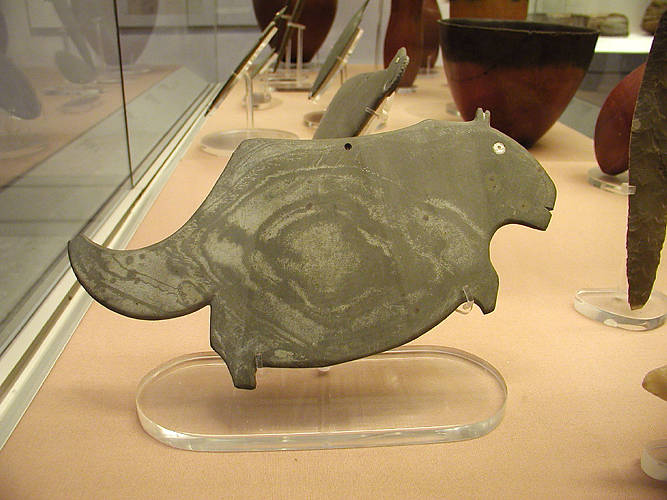
Állat alakú paletta
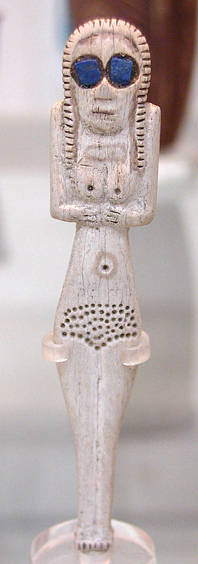
Szobrocska lapis lazuliból készített szemekkel

## Nagada II
A Nagada II periódus a Nagada-kultúra második szakasza, az i. e. 3500-tól i. e. 3200-ig terjedő időszak. Körülbelül azonos a Flinders Petrie által elnevezett „gerzéen” (vagy „gerzehi”) kultúrával, amelyet egy Közép-Egyiptom–Alsó-Egyiptom határán feltárt temető alapján sorolt be (el-Girza). Általános jellemzője, hogy míg a Nagada I-ben az idegen elemek megjelenése a távolsági kereskedelemre utal, addig a Nagada II már maga terjeszkedik, és hatása Abu Szimbeltől a Nílus deltájának legészakibb szegletéig megjelenik. Közvetlenül megelőzi Egyiptom első történeti időszakát, a Nagada III-at.

### Elterjedése
Az i. e. 4. évezred közepe táján kibontakozó Nagada II fordulópontot jelentett a predinasztikus Egyiptom fejlődésében, már egész Egyiptomra kiterjedt és megteremtette a későbbi államegység civilizációs előfeltételeit. A termelés a rendszeres gabona-, tej- és húsellátáson kívül szövéssel és fazekassággal bővült. A lakosság száma – amely a letelepedett földművelőknél demográfiai ugrást mutat – a szomszédos völgyek nomádjainak bevándorlása következtében is állandóan növekedett. Kisebb közösségek jöttek létre. A munkatermelékenység emelkedése által állandó többlettermék keletkezett, ennek következtében fokozódott a társadalmi differenciálódás. Ez az első kultúra, melynek más országokkal is voltak kapcsolatai, miközben Dzsebel-esz-Szilszilétől északra az egész Nílus-völgyre kiterjedt és behatolt a Deltavidékre is. Néhány művészeti motívum és egyes technológiai eljárások arra engednek következtetni, hogy Mezopotámiával is kulturális kapcsolat jött létre. Egy Gebel el-Arak közelében talált, ma a Louvre-ban kiállított kés elefántcsont (egyes források szerint vízilóagyar) nyele pompásan kidolgozott filigrán figurákkal vadász- és harci jeleneteket mutat be, mellettük egy Mezopotámiában jól ismert motívumot, egy oroszlánok nyakát fogó hőst, valamint a festett agyagedényekről ismert íves testű, sokevezős hajók harcát a függőleges orrú mezopotámiai harci bárkákkal. Ez a kapcsolat azonban a kutatások jelenlegi állása szerint nem volt olyan mélységű, amely kultúraátvétellel járt volna, inkább csak néhány mezopotámiai motívum terjedt el. Olyan jelentős népességkoncentrációk fejlődtek ki, mint Nehen (Hierakonpólisz), Kubti (Koptosz), Nubit (Nagada) és Abdzsu (Abüdosz).

### Jellegzetességei
A megelőző fázistól elsődlegesen az különbözteti meg, hogy a nonfiguratív és állatábrázolásos díszítéseket felváltják a dekoratív, stilizált állatokat, embereket és tárgyakat ábrázoló díszítmények. A kerámia új típusai a „durva kerámia” és a már korábban is ismert, de kevéssé elterjedt „márgaáru”. A korábbi sötét, nílusi agyagból készített, egyre inkább világos festékkel festett kerámiák helyére véglegesen a márgás sivatagi agyagból formázott, világos alapszínű edények léptek. Ezeket sötét festékkel díszítették. A sötét alapszínt csak a kőből készített edények tartották meg, mivel a diorit színét nem tudták megváltoztatni, és ezeket nem is festették. A „durva kerámia” zúzott mészkővel kevert nílusi agyag, amely barnássárga edényt eredményezett. Ebből készítették a „fodros fülű” vázáikat. A kerámia stílusa nagyon egységes, valószínűleg csak néhány nagy „ipari centrumban” készítették őket, aztán a kereskedelem „terítette”.
A kőmegmunkálás ugrásszerű fejlődését mutatja a különböző típusú, egyre bővülő választékú kövek egyre kidolgozottabb kialakítása. Fogantyús kőkorsókat és kerek, félgömb alakú tálakat készítettek kőből. Megfigyelhető, hogy egyes kerámiatermékeket és fából faragott edényeket a kőedények mintájára készítették el, majd a festéssel a kő mintáját próbálták rávinni. A kőedények forgalma még az óbirodalom korában is élő maradt, Dzsószer sírjában körülbelül 40 000 kőedény darabjait találták meg.
A gránitból, agyagpalából készült szobrok még darabosan kidolgozottak, az elefántcsontból készültek finomabbak. Ebben az időben fejlődik ki a kezdetben elefántcsontra, később kőbe dolgozott mélyrelief művészete. Ez az utolsó időszak, amelyben a kultúra egyöntetű, még az első kataraktától délre eső területeken is. E korszak dél felé egészen Kartúmig terjedő núbiai kultúrái még nem válnak el élesen az egyiptomiaktól. A cserekereskedelem valószínűleg szabadon folyt – kapcsolatban álltak Palesztinával, Núbiával és a Sínai-félszigettel – az egész területen. Megjelennek a stilizált, sok evezővel ellátott hajók ábrázolásai, közepükön nagyméretű kabinokkal. A jellegzetes Nagada II hajómotívum a kerámiákra festve gyakori a sírmellékletekben, sűrűn megjelenik a sziklafeliratokon. Ezek a hajóábrázolások törésmentes fejlődést mutatnak a neheni 100-as síron át Haszehemui predinasztikus sírjáig (U-V), ahol már igazi hajókat temettek az uralkodó mellé. Ez lehet a napbárka kialakulásának forrása.
A palettaformák egységesednek, az ovális egyre inkább terjed. Az állat alakú paletták megmaradnak, és már a felületüket is díszítik, hogy minél jobban hasonlítson a modellhez. Az ovális palettákra állatmotívumos díszítések, valamint vadászjelenetek kerülnek. Mindemellett a korszak végére a paletták fogyó tendenciát mutatnak. A piktografikus palettadíszítés fontos lépés volt az írás kialakulása felé. Hasonlóképpen a pecséthengerek terjedése, amellyel hosszú sormintát is lehetett készíteni. A Buto-paletta az egyik legfontosabb emléke az írás felé vezető útnak. A Nagada II kultúraexportja hozta létre Alsó-Egyiptomban a Maádi-kultúrát.
A nemesfémek is megjelentek. Az arany valószínűleg a kovakőbányászat mellékterméke volt, a tiszta ezüstöt viszont még nem ismerték. Ehelyett a núbiai fehéraranyat használták. A nemesfémeket, drága- és féldrágaköveket gyöngy- és amulettkészítésre használták.

### Kereskedelem
A távolsági kereskedelem egyre messzebbi vidékekről származó árufélék megjelenését tette lehetővé, már nem csak elszórtan, hanem gyakorta alkalmazták a lapis lazulit, amelynek viszont egyetlen ismert kora ókori forrása Afganisztán északkeleti részén van (Badahsán). Délen már kapcsolatban voltak a George Andrew Reisner által tanulmányozott núbiai A csoporttal is. Az intenzívebb kereskedelem a rézforgalom fellendülését is hozta, egyre szélesebb körben alkalmazták nagyobb használati tárgyak készítésére is. Már nagyobb igénybevételű használati eszközök is készültek belőle, mint a kések, sőt balták. Az azonban még nem tisztázott, hogy a rézbalta státuszszimbólum volt-e, vagy tényleges használati eszköz. A kor technológiájával – hidegkovácsolás, kalapálás – előállított réz ugyanis gyenge minőségű, könnyen törik, élét csak rövid ideig tartja.
Eredetileg a rezet dísztárgyakként használták, nyers termésréz, vagy annak hidegen kovácsolt alakjában. A réz felhasználására való áttérés a mezőgazdaságon alapuló kultúrákban ugrásszerű fellendülést hozott. Nem azért, mintha a rézeszköz tartósabb, vagy keményebb lett volna. Sőt sokkal kevésbé alkalmas azokra a munkákra, melyekre használták, mint a kő. A rézeszközök könnyen megmunkálható anyagúak, a kopást könnyen és gyorsan ki lehet javítani, az új eszköz előállítása pedig sokkal kevesebb fáradságba kerül. A rézfeldolgozás egyes fázisaihoz később a kerámiaégetés technikai fejlődése adta meg a lehetőséget. A legkorábbi, termésrézből hidegen kovácsolt eszközök ráadásul ridegek voltak (a hidegkovácsolás következtében), könnyen törtek. A réz viszont hamarosan státuszszimbólummá nőtte ki magát, és a rézeszközök terjedése divathullámot mutat. Tény, hogy a rézkorban igen sok nem fémből készült tárgyat úgy készítettek, hogy az minél inkább hasonlítson a fém megfelelőjéhez – így például az agyagedények hirtelen elvesztik festésüket, díszítésüket, és simára fényezve, rézedényszerű formájúra alakították őket. Ezt egyesek kifejezetten „fémsokk”-ként emlegetik. A kevésbé tehetősek a drága réztárgyak helyett hagyományos anyagból készült, de a réztárgyhoz minél jobban hasonlító eszközöket használtak. A rézeszközt leginkább olyan tevékenységekhez alkalmazták, amelyhez nem kellett keménynek, élesnek lennie. A kemény fizikai igénybevételnek kitett használati eszközök még nagyon sokáig – a bronzkorig – kőből készültek.
A rézércek és rézásványok kereslete megnőtt az ókori Kelet öntözéses kultúráiban, mely a kereskedelem fellendülését hozta magával. A folyók völgyeiben ugyanis soha nincsen rézérc. Ebből többek közt az is következik, hogy a rézfeldolgozás alapismeretei semmiképp sem származhattak sem Mezopotámiából, sem Egyiptomból, hanem azokról a területekről, ahonnan a nyers rézércet és a késztermékeket beszerezték. Így már a VIII. évezred folyamán kialakultak a karavánutak, kereskedelmi telepek, sőt egyes törzsek egyenesen erre szakosodtak. A legkorábbi rézlelőhelyek Anatóliában és az Urmia-tó környékén voltak.
A réz terjedése s könnyű hozzáférhetősége még nagyobb területek művelését tette lehetővé, amire szükség is lett, mivel el kellett látni a kézműveseket és cserealapot is kellett termelni a kereskedelem részére, akik a nyers rézásványokat, feldolgozott rezet és kész rézeszközt egyaránt forgalmaztak. A legkorábban még csak ékszer és dísztárgy alakjában előforduló réz nélkülözhetetlenné vált, hamarosan értékmérőként is alkalmazták.

### Társadalma
A Nagada II társadalma már a második társadalmi munkamegosztás fázisában volt, azaz elkülönültek a kézművesek, a kereskedők és az agrárnépesség. A terményfelesleg már elegendő volt a széles körű cserekereskedelem beindításához, a közvetlen élelmiszertermelésben részt nem vevő kézművesek ellátásához. A Nehenben talált sörfőző üzem legalább kétszáz ember napi ellátásához elegendő sört készített, ami nagy gazdasági tartalékokat feltételez. Ekkortól luxuscikkek, dísztárgyak és ékszerek készültek, ami – legalább a népesség egy részének – anyagi lehetőségeit jelzi.
A népesség egyre nagyobb és gazdagabb politikai centrumokban koncentrálódott, ahol kialakult a vezető réteg, és talán valamilyen protoállam is. A legkorábbi hatalmi körzetek valószínűleg a későbbi szepatrendszerben konzerválódtak.
A folyamatos kereskedelmi kapcsolatok és a fejlődő gazdaság elkerülhetetlen vagyoni tagozódáshoz vezetett, mely legkésőbb a Nagada I-re kialakult, de akkor ez még nem jelentkezik markánsan a temetők leletanyagában. Elkerülhetetlenné vált a különböző centrumok köré szerveződött államkezdemények összeütközése, hiszen a véges nagyságú termőterülettel rendelkező folyamvölgyben az érdekszférák előbb-utóbb összeértek. A kereskedelmi útvonalak ellenőrzése jelentős hasznot hajtó tevékenységgé nőtte ki magát. A Nagada II már messze északra kiterjed – minden bizonnyal ez lehetett a felső-egyiptomi próbálkozások kezdete, melyet a folyamvölgy egyesítése irányában tettek. Ebben már szerepet játszhatott az a szándék, hogy a karavánutak minél hosszabb szakaszát ellenőrizhessék.

### Építkezés
A lakásviszonyokról keveset tudunk, mert lakóházmaradványok még ebből a korból is ritkák. Azonban a nagadai és neheni falmaradványok arra utalnak, hogy agyagtéglával falazott, négyszögletes házakban élhettek, amelyek már nagyobbak, mint a megelőző kor lakóházai. Egy el-Amrában talált Nagada II korú házmodell megerősíti a feltevést.
Egy neheni épület – amely a benne talált kemence alapján valószínűleg egy kézműves műhelye is volt egyben – 4×3,5 méteres. Ez a műhely leégett és a többé nem használták, ezért in situ maradt fenn. Kissé a földbe mélyített, szögletes verem. A fal alsó részei sártéglából épültek, felsőbb részei vakolt vesszőfonatból. Verandával is rendelkezett, amelyet faoszlopok tartottak.

### Temetkezés
A típuslelőhelyen, el-Girzában többnyire egyszerű temetkezések voltak. A sírok jó állapotúak és sok a természetes múmia. Egyes holttesteken a halál utáni beavatkozások nyomai látszanak. Kivették a belső szerveket, ami valószínűleg a tudatos mumifikálás első lépése volt. A sírmellékletek javarészt kerámia és kőedények, ékszerek és paletták. Számos meteoritvas anyagú gyöngy is előkerült, amelyek a vasfeldolgozás legkorábbi emlékei.
A temetőt Petrie önálló kulturális fejleményként sorolta be. Azonban megjelenése a Nagada-kultúra északi terjeszkedésének része, így a girzai temető időszakának legnagyobb része a Nagada II periódusba tartozik. A nagadai T-temető Nubit városától alig 150 méterre fekszik. Két, jól elhatárolható periódusra tagolódik. A Nagada II első felében elit temető volt, gazdag sírmellékletekkel. Agyagtéglás sírboltjaik négyszögletűek, egy vagy két kamrából állnak és udvarok csatlakoztak hozzájuk.
Jól megfigyelhető a T temető visszaesése a sírmellékletek gazdagságát tekintve, amikor a tőle hat kilométerre délre lévő abüdoszi temetőben, Umm el-Kaábban temetkezni kezdtek. A Nagada II legjelentősebb temetkezési területe jött létre itt, óegyiptomi nevén Peker. A temetőben már a Nagada I idején is temetkeztek, de ekkor hatalmas méretűre duzzadt, és míg korábban nem sok nyoma volt a társadalmi tagozódásnak, ekkor kialakult az elit körzet. A társadalom alsóbb, szegényebb rétegei továbbra is sekély homokgödrökbe temetkeztek, míg az elit már a lakóházra emlékeztető épített sírokba. Jellemző, hogy a temetkezési gyakorlat lassan változik. Eleinte a gazdag temetkezést a szegényebbtől csak a méretek és a sírmellékletek száma különbözteti meg, kevés jel utal társadalmi differenciálódásra, de mégis lényegesen több, mint a Nagada I-ben. A második szakaszban a gazdagabb mellékletű sírok megjelenése vagyoni elkülönülést mutat. Éppígy a réz- és kovakő kések feltűnése is. A hatalmi jelképek azért megvannak, mint a buzogány. A buzogányfejek már mindig körte vagy gömb alakúak, ellentétben a Nagada I korong alakú buzogányaival.
A feltárt, 3000-nél több sír nagy többsége ebben a három évszázadban keletkezett. Ez azt jelzi, hogy Nubit a korszakban esetleg beolvadhatott egy másik hatalmi központba, a közeli Abdzsu fennhatósága alá kerülhetett. Abdzsu egyre fontosabb és nagyobb város lett, miközben a korabeli Nehen, a Nagada I korszak legnagyobb települése hanyatló periódusba került. Amennyiben feltesszük, hogy ez időben a települések már egyfajta állami központként is funkcionáltak, ebből több következtetés is levonható. Vagy a neheni uralkodók tették át székhelyüket Abdzsuba – amelyet elfoglaltak –, vagy Abdzsu Nehen riválisaként lépett fel, és erősebbnek bizonyult.
Pekerben az elit a Nagada II periódusban fokozatosan átvette a neheni szögletes veremsír koncepcióját. Ez a sírtípus a korabeli neheni lakóházak mintájára készült, egyben átvétel a nagadai T temetőből: a földbe ásott szögletes gödröt agyagtéglákkal bélelték ki. Az U-j jelű sír a korszak végén már tizenkét helyiséget tartalmazott, és kifejezetten egy belső udvaros, saját kápolnával ellátott lakóházat utánoz. Ez talán annak jele, hogy a túlvilági élet elképzelésében ekkor jelent meg az a motívum, miszerint a halál utáni lét a földi élet egyenes folytatása, ezért a halottnak házra van szüksége. Elkülönült a sírkamra az áldozati és tárolókamráktól. A mellékletek egy részét még mindig közvetlenül a halott mellé tették, a kisebb személyes holmikat, ékszereket a fejhez, a nagy tárolóedényeket a lábhoz. Megfigyelhető, hogy a településeken talált mindennapi használati tárgyak különböznek a temetőkben talált sírmellékletektől, így a gyártás valószínűleg már eleve temetkezési céllal történhetett.
Ezek a „szögletes veremsírok” az egyszerű, homokba vájt sírgödrök és a núbiai mintájú tumulusok helyi változatai, és közvetlen elődei a masztaba sírformának. Ez a temetkezési szokásváltozás volt az egyik indok, amiért Petrie a közvetlen mezopotámiai hatást feltette. A sírok külső falfelületein megjelenik a mélyített paneldíszítés, a későbbi palotahomlokzat közvetlen elődje, maga a tégla, illetve annak plánkonvex változata, amelyet Mezopotámiából származónak gondoltak. Ezek mellett a szögmozaik, az írás és a buzogányfejek feltűnése is a mezopotámiai befolyás elgondolását erősítette. Kákosy László még a kereskedelmi kapcsolatokon túlmenő mezopotámiai hatásról írt, ma már katonai konfliktust vagy nagyobb arányú mezopotámiai bevándorlást kevésbé valószínűsítenek, és az i. e. 3400 körüli változásokat endemikusnak tartják.
Kezdetben általában egy sírban egy embert temettek el, ritka a csoportos temetés. A koporsó használata rendszertelen, néha gazdagabb sírokban is koporsó nélküli, egy adaimai sírból ismert az első vászonpólyás temetkezés. Az állatbőrös temetkezés szintén eltűnik, helyette néha vesszőkosárba helyezték a holttestet. A korábbi gyakorlattól eltérően már nem törődtek a halott tájolásával, ad hoc jellegűen fektették a sírgödörbe. A Nagada I magányos temetkezései helyett egyre gyakrabban tűnik fel a csoportos temetkezés. A szertartások során előfordult, hogy a test részeit külön-külön helyezték el a sírban. Önkéntes emberáldozatra utaló jelek is vannak, amely szokás majd az O-sírban teljesedik ki.

### Politikai viszonyok
Ebben az időszakban valódi városállamok jöttek létre. Talán nagyobb kiterjedésű territóriumok is léteztek. Nehen helyét Nubit, az „Aranyváros” vette át. Egyes vélemények szerint Nubit helyi istensége volt Széth, így az Ozirisz-mítosz és a Hórral kapcsolatos mítoszok Nubit és Nehen küzdelmeit örökíthetik meg. Háborúknak egyelőre nem találták régészeti nyomát ebben a szakaszban – eltekintve egyes háborús tematikának értelmezett kerámiafestményektől és ellentétben a közvetlenül következő Nagada III-mal –, így talán önkéntes csatlakozás történt a leggazdagabb hatalmi központokhoz. Az is elképzelhető azonban, hogy az a kultúra, amit ma Nagada II-nek nevezünk, egyáltalán nem a Nubit-Abdzsu térséghez kötődik, hanem maga Nehen volt mindig is a központja. Ez esetben a nehemi Nagada-II államának egész pontosan körvonalazni lehet a határait: Szuene (Asszuán) városától egészen Sziut (Lükopolisz) városáig terjedt politikai befolyása, maga a kultúra azonban még a Delta északkeleti részén is bizonyítható (Minsat Abu-Umár).
A nagadai erőd a déli városrészben 50×30 méter alapterületű, bár ezen – a kor mértékéhez képest hatalmas – építmény funkciója vitatott, lehetett templom vagy uralkodói rezidencia is. Maga a déli városrész két méter vastag falakkal kerített terület. A neheni templom egy 300×400 méteres elkerített területen áll. A nagadai T-temető elszegényedése és ezzel párhuzamosan Umm el-Kaáb felfutása valószínűleg azt mutatja, hogy az „Aranyváros” (óegyiptomi nwb.jt a nwb, azaz arany szóból származtatható) elvesztette szuverenitását a közeli Abdzsuval szemben. A Nagada II „állama” – bárhol is volt a központja, a kor mértéke szerint – óriási vagyonra tett szert, melyet a művészetek ugrásszerű fejlődése is mutat. A kisplasztika és a relief-ornamentika a korábbi stílusjegyek tovább fejlesztésével elnyerte azt a végső formáját, mely aztán jellemző is maradt az egyiptomi művészetre.

### Nagada II galéria

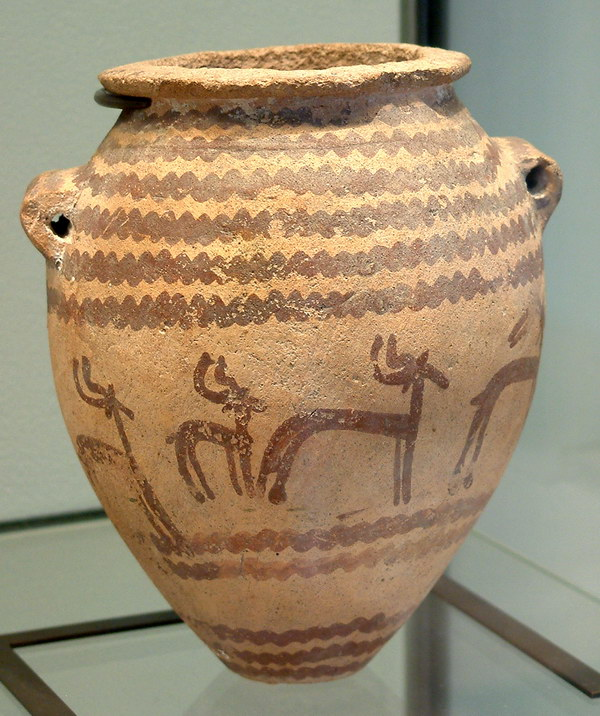
Vegyesen nonfiguratív és állatalakos díszítésű edény
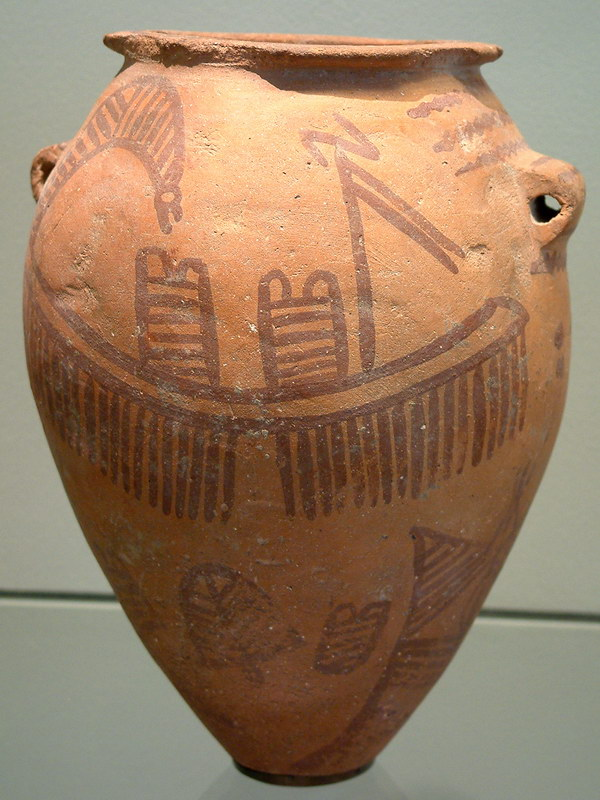
Piktografikus jelekkel díszített edény
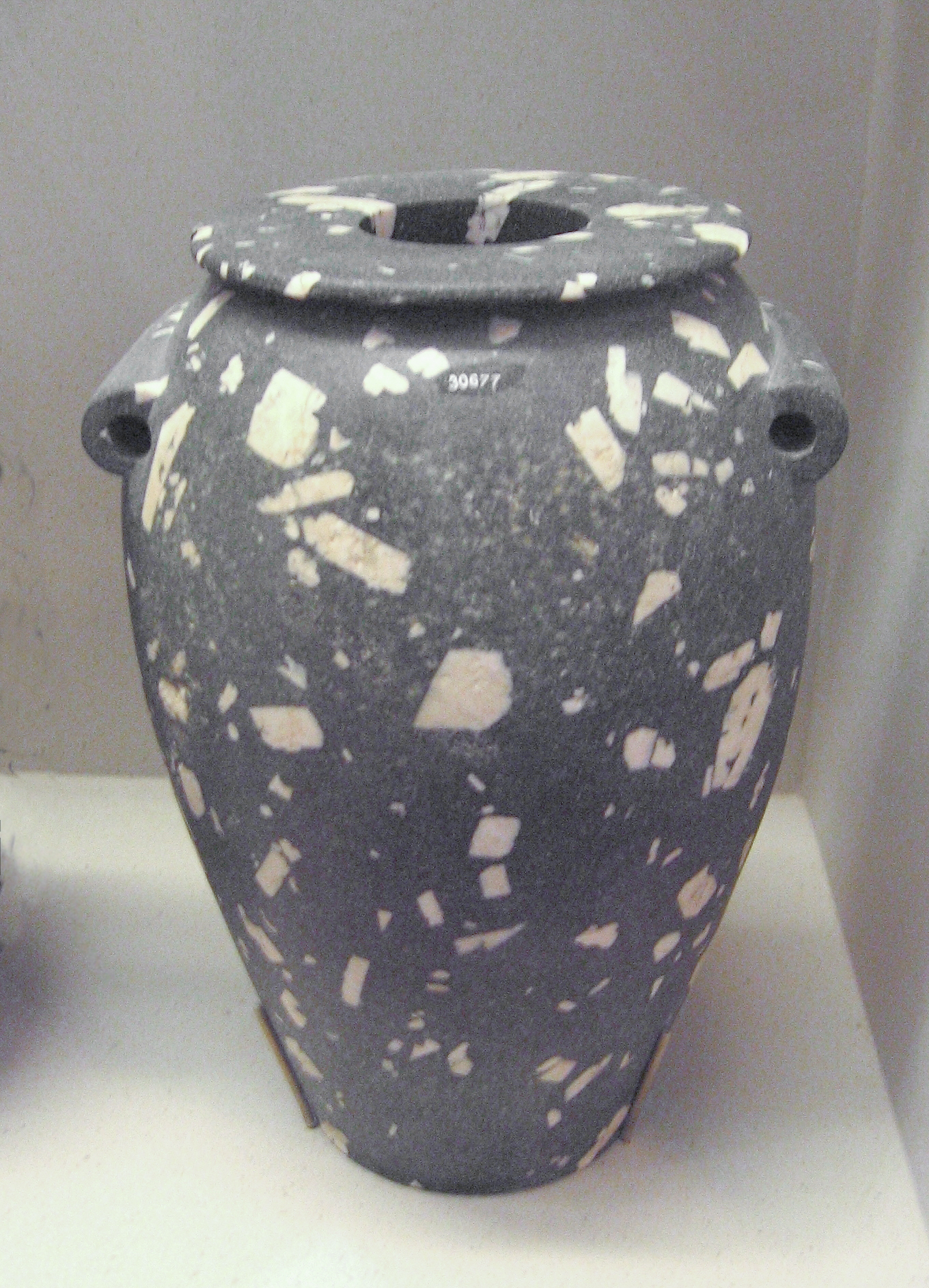
Dioritváza
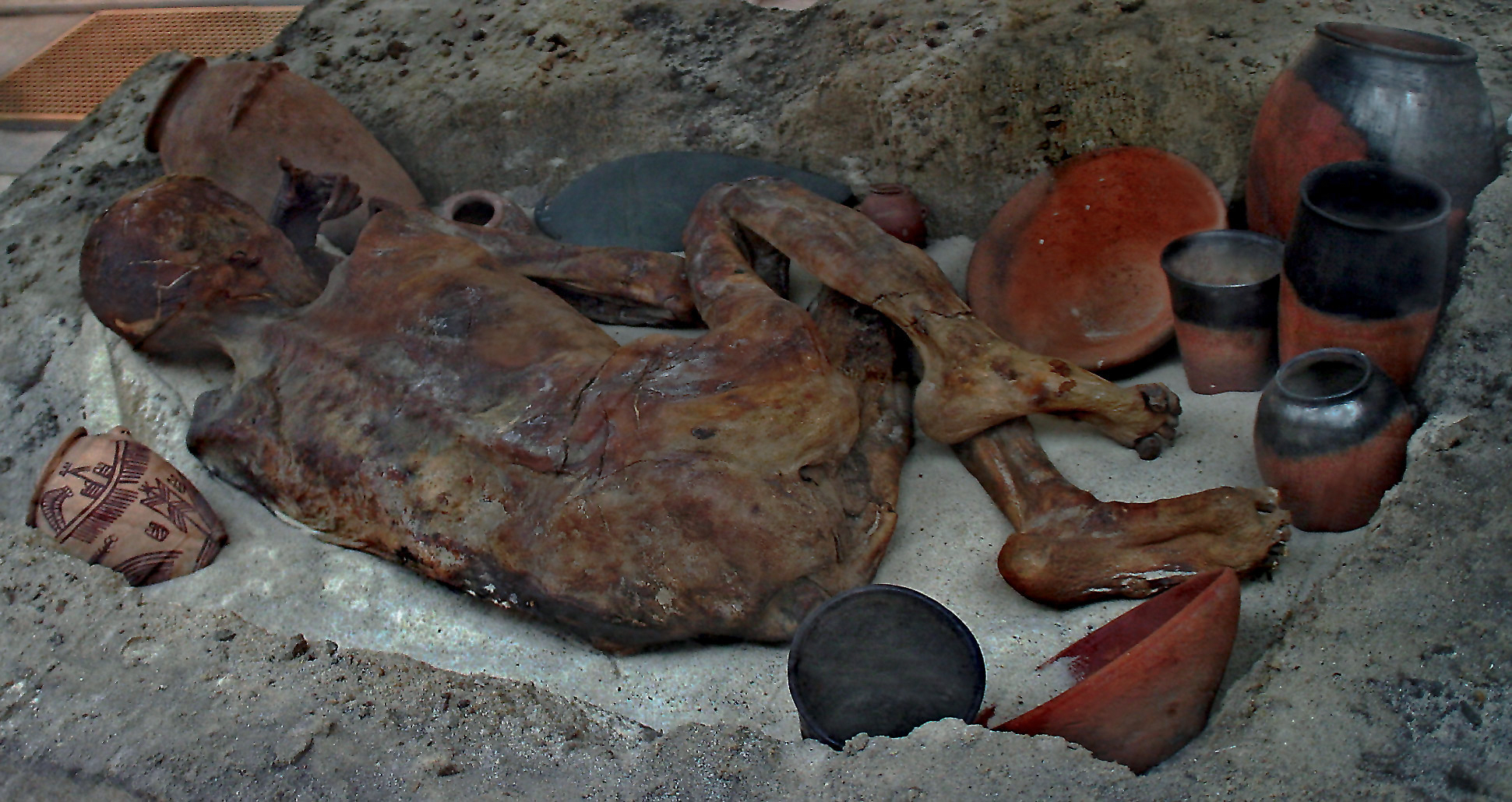
Jellegzetes Nagada II sír, természetes múmiával. A körülötte lévő fekete peremű vörös, illetve barna Nagada I típusú edényeken kívül egy világos alapszínű edény is látható. Az utóbbi díszítéséből egyértelmű, hogy a Nagada II-höz tartozik
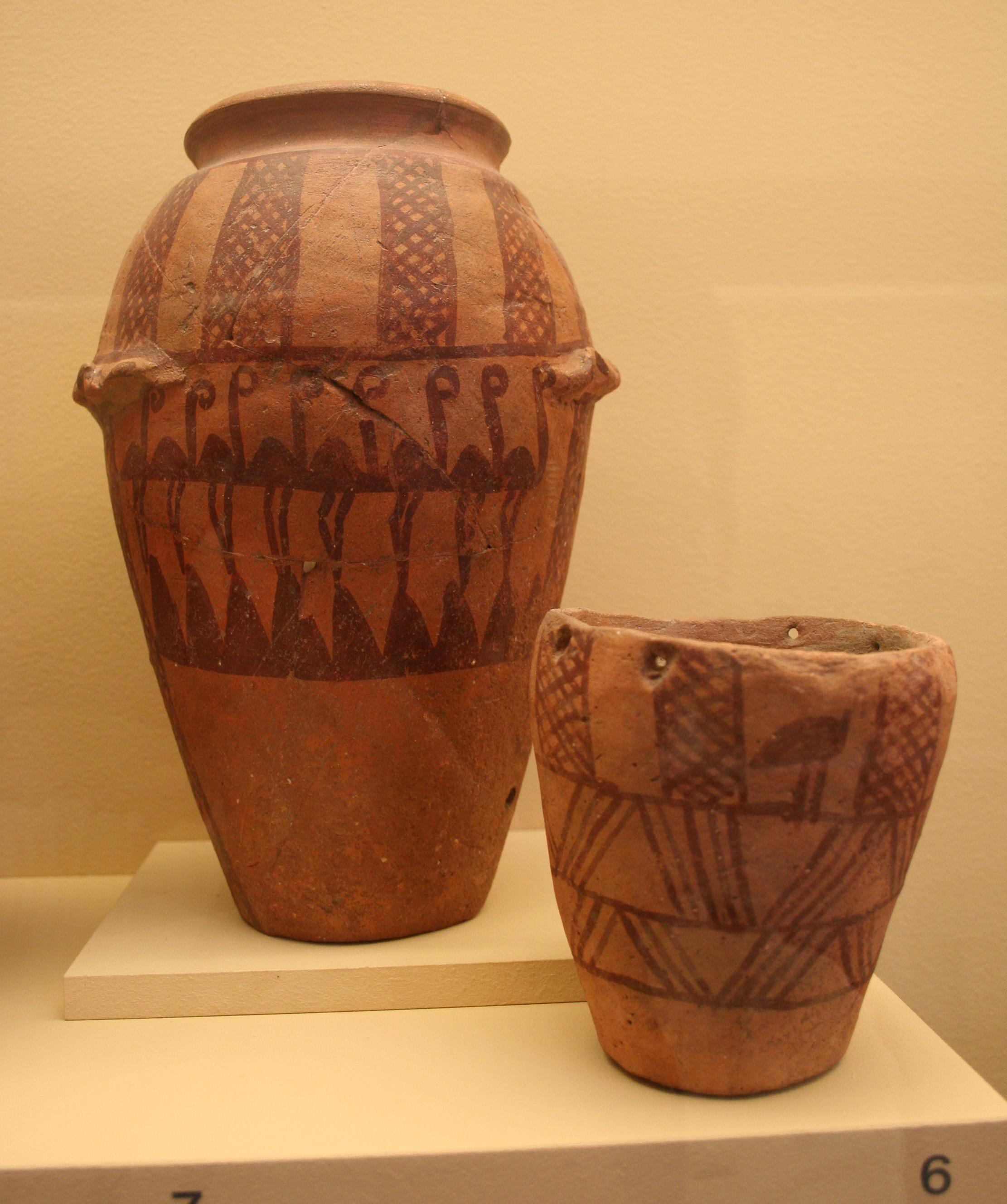
Jellegzetes Nagada II edények
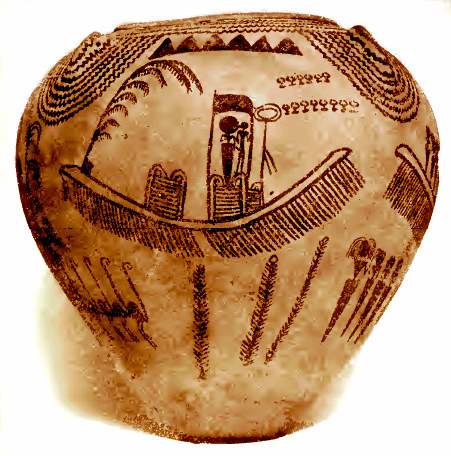
Hajóábrázolás egy vázán
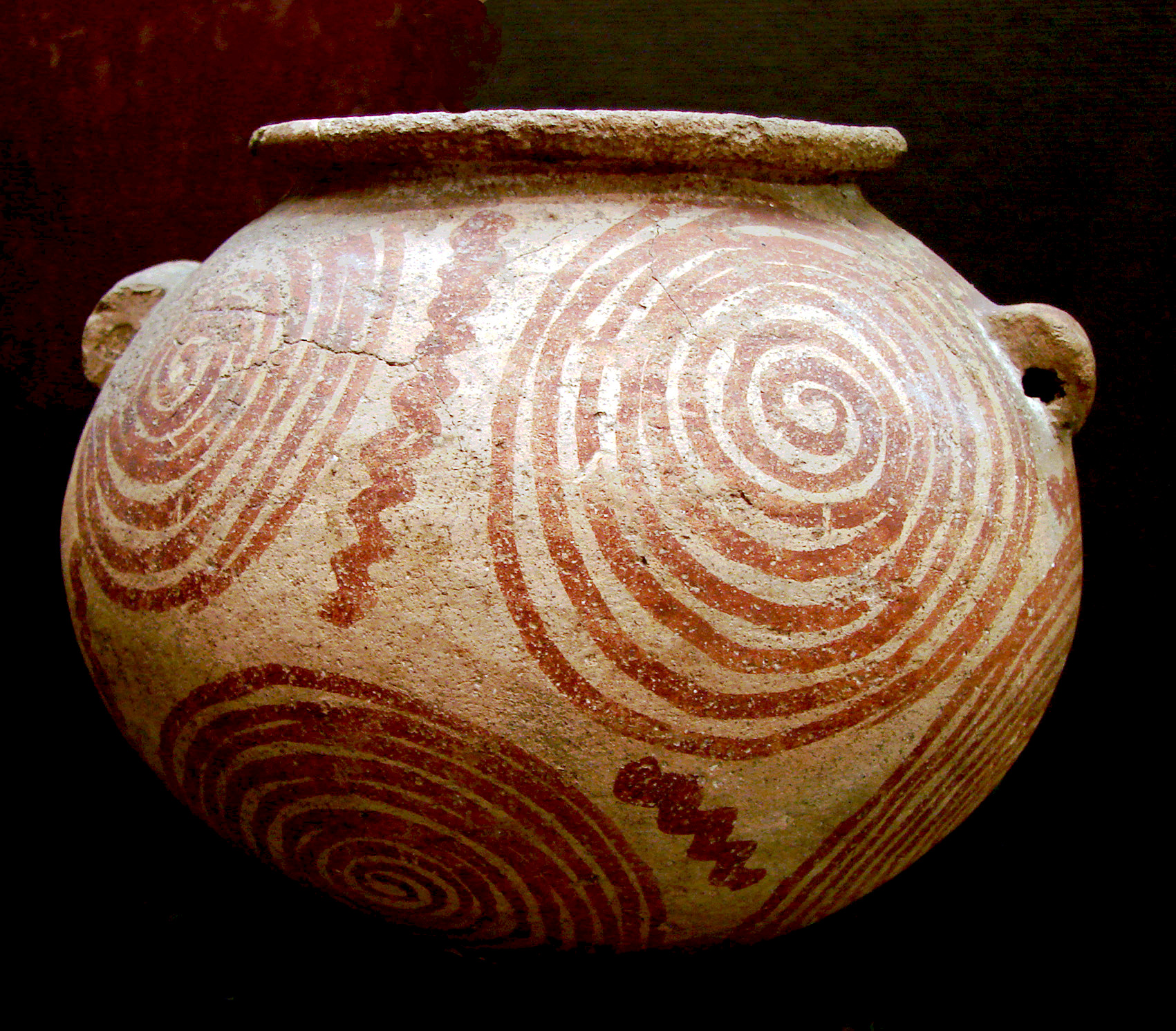
Nonfiguratív díszítésű edény
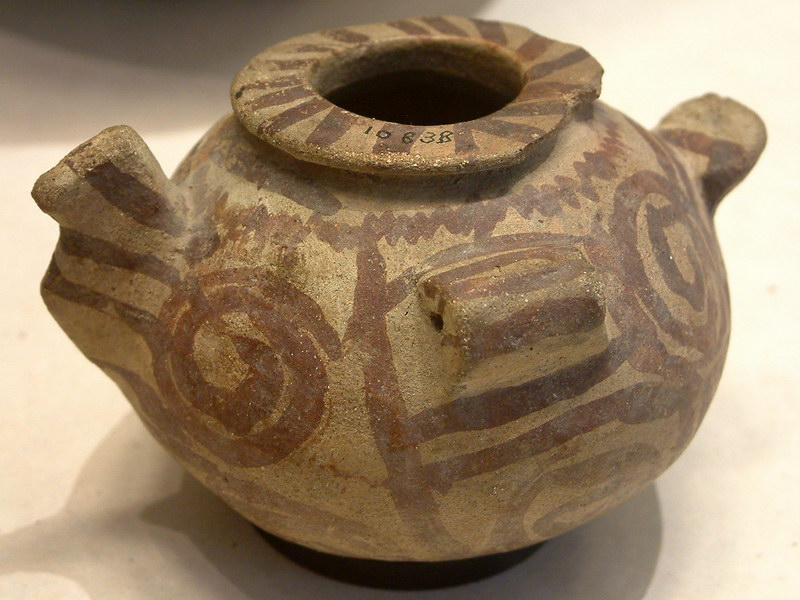
Vonalas díszítésű kerámia

## Nagada III
A Nagada III a Nagada-kultúra utolsó fázisa, körülbelül i. e. 3200-tól i. e. 3000-ig. A szakaszt egyre gyakrabban nevezik 0. dinasztiának, mivel ebben az időben már a dinasztikus Egyiptomhoz hasonló államszervezet létezett, de a hagyománytisztelő egyiptológia az I. dinasztia korával kezdi az egyiptomi állam történetét. A Nagada III kiterjed egész Egyiptomra, és jó néhány elemében megmutatkozik az újító szellem:
- első írásos emlékek
- első piktografikus narratívák a palettákon
- a szereh első rendszeres használata
- első ismert királyi temetők
- az öntözés első nyomai

### Elterjedése
A Nagada III típusos tárgyai már az i. e. 3200 körüli időkben is egész Egyiptomban elterjedtek. A leletanyag Felső-Egyiptomból Alsó-Egyiptom felé tartó migrációt enged feltételezni. A délen már kialakult csatornázási és töltésépítési módszerek segítettek lakhatóvá tenni az északi mocsárvidéket. Háborús nyomok nincsenek, ezért a déli tárgyak északi terjedése békés folyamatként képzelhető el.
A Sínai-félszigeten jelenleg legalább 250 település pontos helye ismert, bár ezek túlnyomó többsége csak átmeneti szállás vagy útmenti pihenő volt. Ezek a lelőhelyek a palesztinai korai bronzkor I/b szakaszához tartoznak, és szinte kizárólag egyiptomi árut találtak bennük. Ezek alapján a palesztinai I/b az egyiptomi Nagada IIc-d és Nagada III periódusokkal egyidejű.

### Kereskedelem
A kor cserekereskedelme élénk, átfogja az egész Nílus-völgyet, és kiterjed északra Mezopotámián túli területekre, délen pedig mélyen Núbiában is megtalálható. A felső-egyiptomi kultúra terjedése is részben a kereskedőket követő telepesekkel magyarázható, akik a Nílus mentén sorra alapították településeiket. A Nílustól keletre eső sivatag nyersanyagokban is gazdagabb, mint Alsó-Egyiptom, ezért a déliek gazdasági előnyben voltak. A Maádi-kultúra tárgyai Alsó-Egyiptomban a Nagada IId előtt egy lokális kereskedelmi forgalmat jeleznek a Deltavidék északi részén, ennek azonban minden nyoma eltűnik a Nagada III-ra, és a szerepét átveszi a nagada-áru.

### Társadalma
A Nagada III társadalma már minden tekintetben rétegzett, differenciált társadalom volt. A legfontosabb városok a „szerencsés” helyen fekvők, például Nehen és Nubit, amelyek szemben vannak a keleti sivatag fontos kereskedőútvonalaival. Nehennél (illetve testvérvárosánál Nehebnél) is, Nubitnál is egy-egy vádi hatol be a sivatagba. A keleti sivatag vált a nyersanyagok legfontosabb lelőhelyévé, valamint a Vörös-tenger felé vezető kereskedelmi karavánok legrövidebb útvonalává.
A népesség nőtt, Felső-Egyiptomban a három legfontosabb település lassan egy állammá állt össze. A demográfiai robbanás telepeshullámokat indított el északra, ahol sorban alakultak az újabb települések. Ez egyfajta előgyarmatosításnak is felfogható, hiszen a déli telepesek kevésbé ellenkeztek a későbbi déli terjeszkedés ellen, mint az elszigetelt alsó-egyiptomi falvak.

### Temetkezés
Az időszak legjelentősebb temetője az abüdoszi temető, mai nevén Umm el-Kaáb. Itt a Nagada II során nagy kiterjedésű köztemető volt, a korszak végén építették itt az U-j jelű sírt, amelynek tulajdonosát a sok skorpióábrázolás miatt Skorpió királynak nevezték el (bár sokszor az U-j angol kiejtése után Udzs néven is említik). Az U-j jelű sír közvetlen közelében több, bizonyíthatóan ténylegesen uralkodó királyt temettek el. Utánuk sorban jönnek az I. dinasztia királyai, sírjaik törésmentes fejlődést mutatnak. A nagadai temető teljesen elszegényedett. A neheni temetővel is jórészt felhagytak, de kicsit odébb, két és fél kilométerre Nehentől a Nagada III-hoz tartozó, nagy méretű sírokat tártak fel. Ezek alapterületükben lényegesen kisebbek az abüdoszi temető sírjainál, de nagyobbak a közemberekénél. Így a helyi vezető elit sírjai lehetnek.
A protodinasztikus uralkodósírok elhelyezése, a sírkerület többi részétől elkülönült körzete jól mutatja a Nagada III temetőinek a jellegzetességét, a társadalmi és vagyoni helyzet szerinti differenciálódást. Ugyanezen korszak alsó-egyiptomi temetőiben még nincsenek meg ennek jelei. A sírmellékletekben igazi státuszszimbólumok jelennek meg.

### Politikai viszonyok
Erősen vitatott kérdés, hogy a 0. dinasztia uralkodói milyen származásúak, hogyan jutottak hatalomra, és hogyan egyesült a 0–I. dinasztiák fordulójára a Nílus teljes alsó szakasza (az I. zuhatagtól északra). Az bizonyos, hogy a Maádi kultúra a Nagada IIc-d alszakaszok körül megszűnt, i. e. 3200 körül minden helyi jellegű alsó-egyiptomi kultúrát felvált a Nagada III. A korszak végén – a Nagada III és az I. dinasztia között – az észak-egyiptomi települések időszakos megszűnése, majd újranépesedése esetleg az egyesítést kísérő harcok következménye. A 0. dinasztia uralkodóinál sok núbiából is ismert motívum jelenik meg, így elképzelhető, hogy núbiai származásúak voltak, vagy elfoglalták Núbiát.
A Vádi l-Hammámát kőbányáinál lelt graffitik, a Thébától keletre eső sivatagban és a Gebel Sejk Szulejmán sziklafalainak rajzai már a korai felső-egyiptomi királyság harcait örökítették meg. Ezzel előrevetítették Dzser núbiai és palesztinai feliratait. Az állam ez időben már katonailag is erős volt, és minden lehetséges peremvidéken a befolyásának megszilárdítására törekedett.

### Nagada III galéria

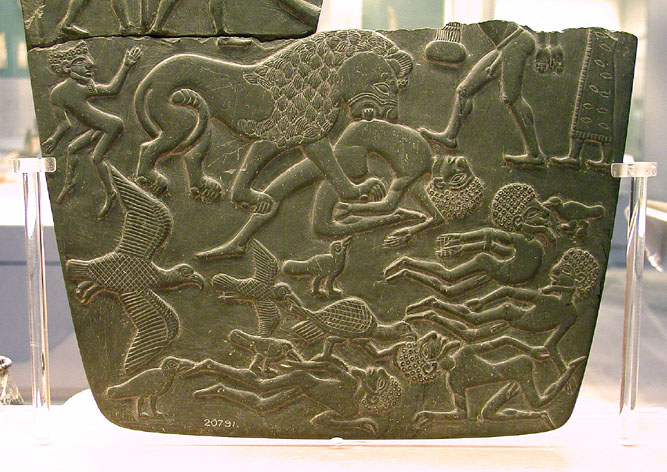
Háború-paletta
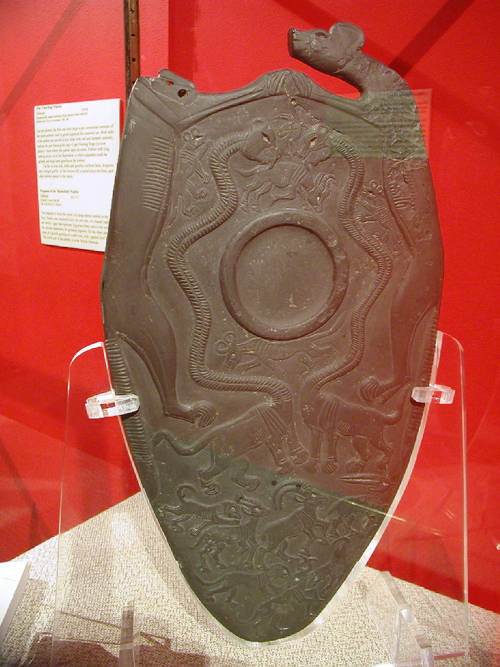
Neheni kultikus paletta
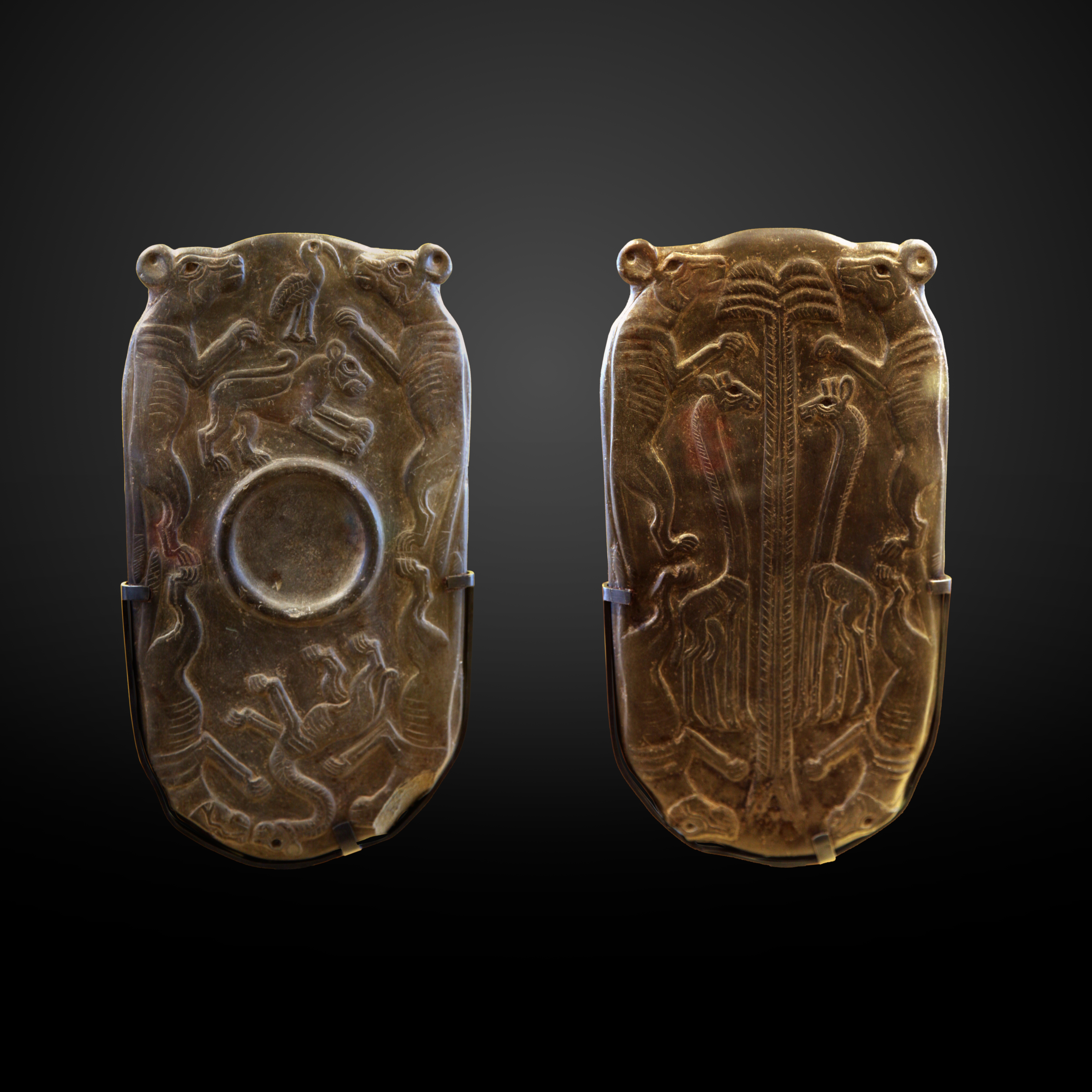
Kutyás paletta
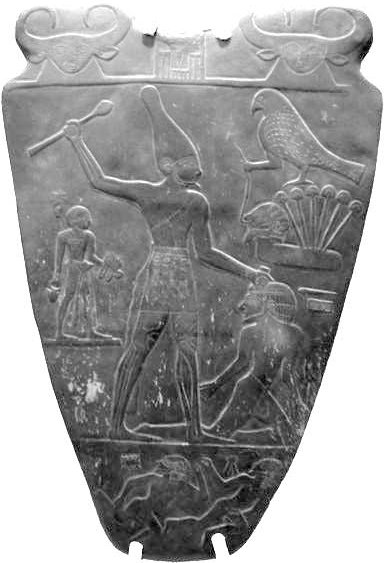
Narmer-paletta
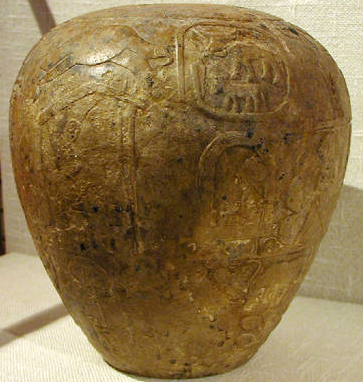
A Narmer-buzogány feje
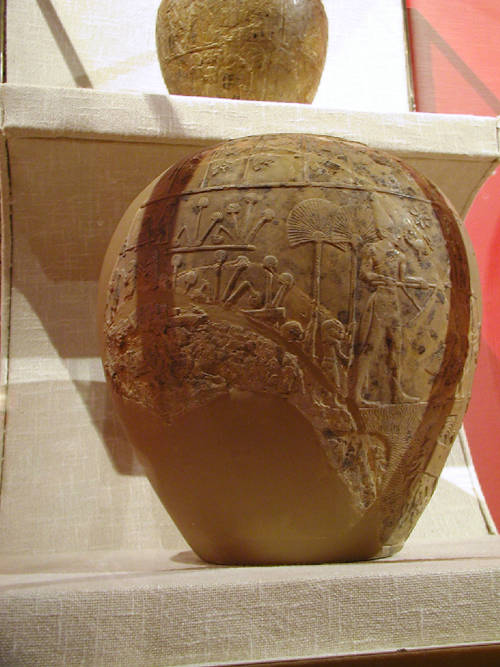
A Skorpió-buzogány feje
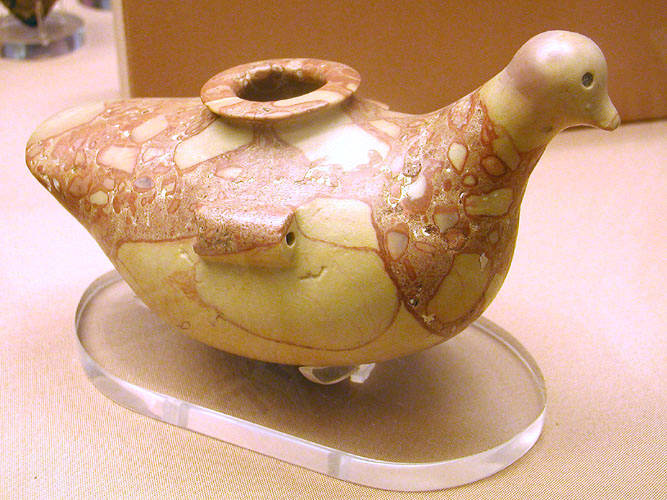
Madár alakú váza
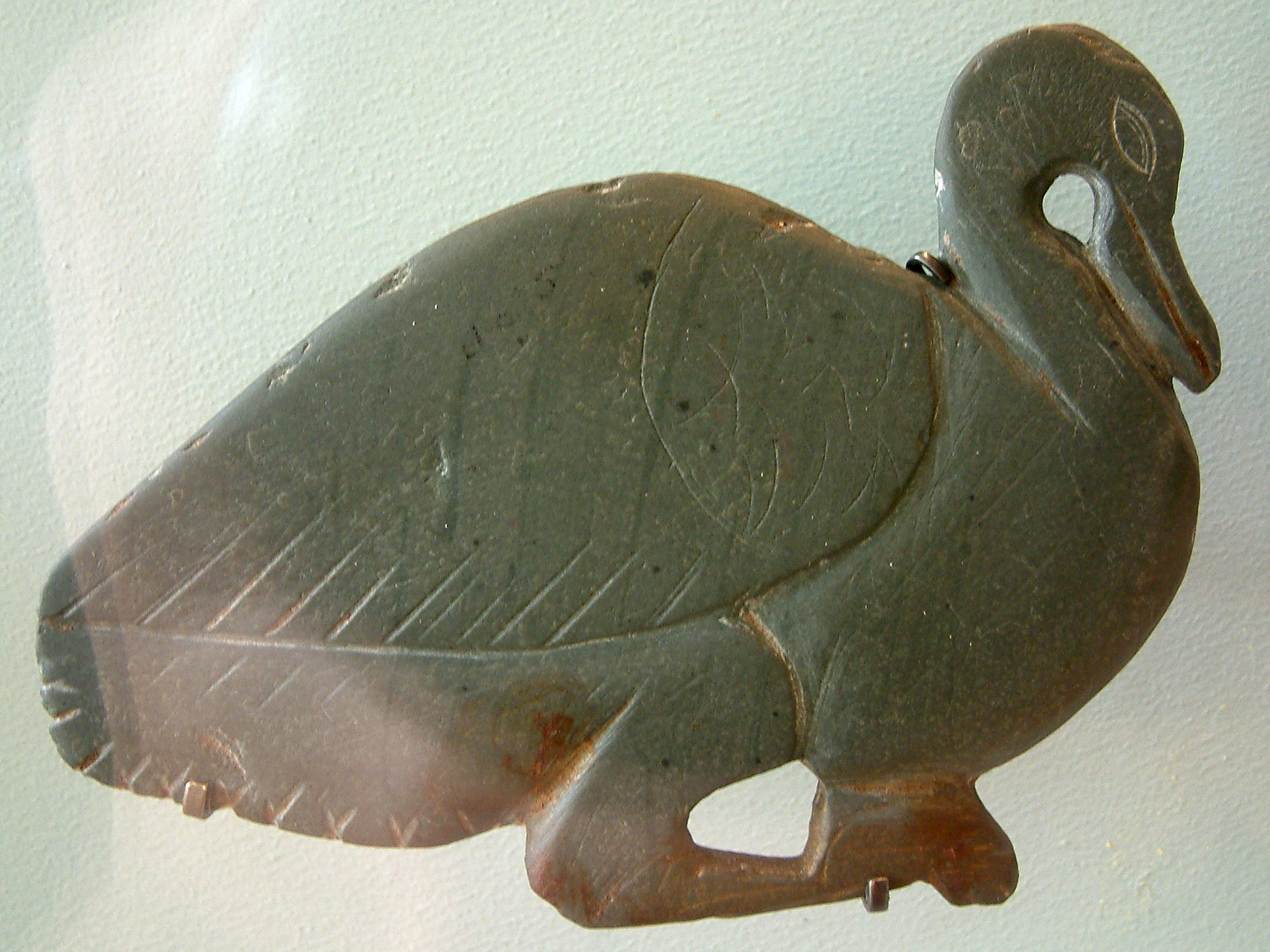
Kacsa alakú paletta kvarcpalából

## Lásd még
- 0. dinasztia
- Umm el-Kaáb
- Nehen
  - Neheni templom
  - Narmer-paletta
- Abüdosz

### Magyar nyelvű irodalom
- Kákosy László, Varga Edit. Egy évezred a Nílus völgyében (Memphisz az Óbirodalom korában). Budapest: Gondolat Kiadó, 35–36. o.. ISBN nélkül [1970]
- Kákosy, László. Ré fiai. Budapest: Gondolat Kiadó [1979]. ISBN 963-280-736-7
- Kákosy László. Az ókori Egyiptom története és kultúrája. Budapest: Osiris (2003). ISBN 963-389-497-2 ISSN 1218-9855
- Wilson, Hilary. A fáraók népe: A földművesektől az udvaroncokig. Gold Book K. (2001). ISBN 963-9248-11-8
- szerk.: Shaw, Ian: Az ókori Egyiptom története. Debrecen: Gold Book Kiadó. Fordította: Kmilcsik Ágnes (2004). ISBN 963-425-022-X
  - Hendrickx, Stan. A Prehisztorikus Kor, in: Shaw, Ian (szerk). Az ókori Egyiptom története (magyar nyelven), Debrecen: Gold Book Kiadó, 33–59. o.. Fordította: Kmilcsik Ágnes [2004]. ISBN 963-425-022-X
  - Midant-Reynes, Beatrix. A Nagada-kor, in: Shaw, Ian (szerk). Az ókori Egyiptom története (magyar nyelven), Debrecen: Gold Book Kiadó, 60–76. o.. Fordította: Kmilcsik Ágnes [2004]. ISBN 963-425-022-X
  - Bard, Kathryn A. Az egyiptomi állam kialakulása, in: Shaw, Ian (szerk). Az ókori Egyiptom története (magyar nyelven), Debrecen: Gold Book Kiadó, 77–101. o.. Fordította: Kmilcsik Ágnes [2004]. ISBN 963-425-022-X
  - Shaw, Ian. Kronológia, in: Shaw, Ian (szerk). Az ókori Egyiptom története (magyar nyelven), Debrecen: Gold Book Kiadó, 495. o.. Fordította: Kmilcsik Ágnes [2004]. ISBN 963-425-022-X
- David, Rosalie A. Élet az ókori Egyiptomban. Gold Book (2005. november 29.). ISBN 963-425-078-5
- Watterson, Barbara. Egyiptomiak. Szukits K., 38–39. o. (2000). ISBN 963-4971-06-7
- Hawass, Zahi (szerk.). A piramisok rejtett kincsei. Pécs: Alexandra (2003). ISBN 963-368-533-8
  - Friedman, Renee. A Predinasztikus korszak, in: Hawass, Zahi (szerk). A piramisok rejtett kincsei, Pécs: Alexandra, 54–65. o. (2003). ISBN 963-368-533-8
  - Dreyer, Günter. Az I. és II. dinasztia abüdoszi és szakkarai sírjai, in: Hawass, Zahi (szerk). A piramisok rejtett kincsei, Pécs: Alexandra, 60–65. o. (2003). ISBN 963-368-533-8

### Felhasznált idegen nyelvű irodalom
- R. Schulz; M. Seidel: Ägypten. Die Welt der Pharaonen. Könemann, Köln 1997, ISBN 3-89508-541-3
- Petrie/Wainwright/Mackay: The Labyrinth, Gerzeh and Mazghuneh, British School of Archaeology in Egypt XXI. London 1912
- Alice Stevenson: Gerzeh, a cemetery shortly before History (Egyptian sites series), London 2006, ISBN 0-9550256-5-6
- Grimal, Nicolas. A History of Ancient Egypt. Librairie Arthéme Fayard, 28. o. (1988)
- Gardiner, Alan. Egypt of the Pharaohs. Oxford University Press, 393. o. (1964)
- Redford, Donald B. Egypt, Canaan, and Israel in Ancient Times. Princeton University Press (1992)